# إحياء العمارة المصرية

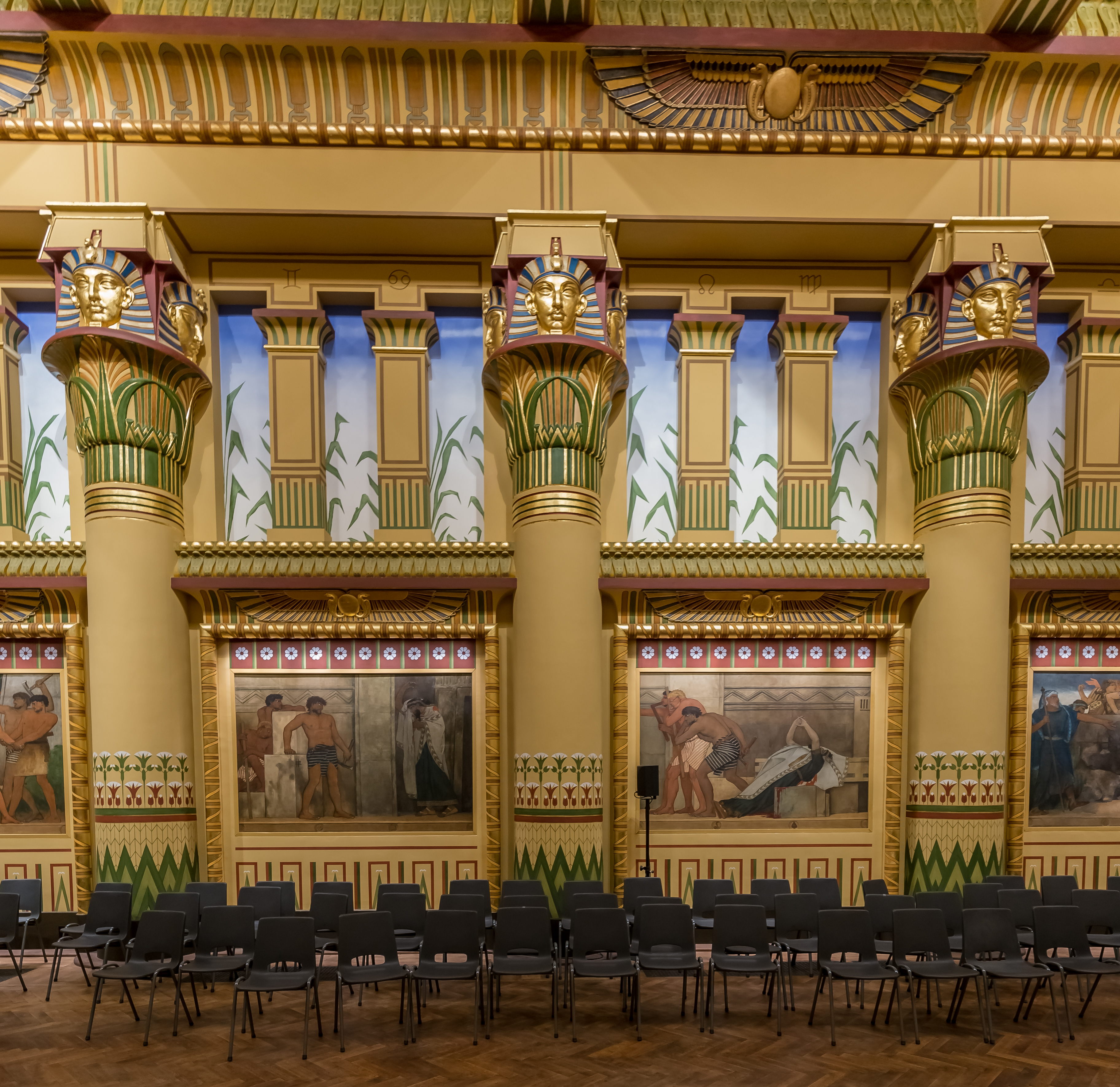
الجزء الداخلي من معبد ماكونيك دي أميس للأعمال الخيرية في بروكسل (بلجيكا)

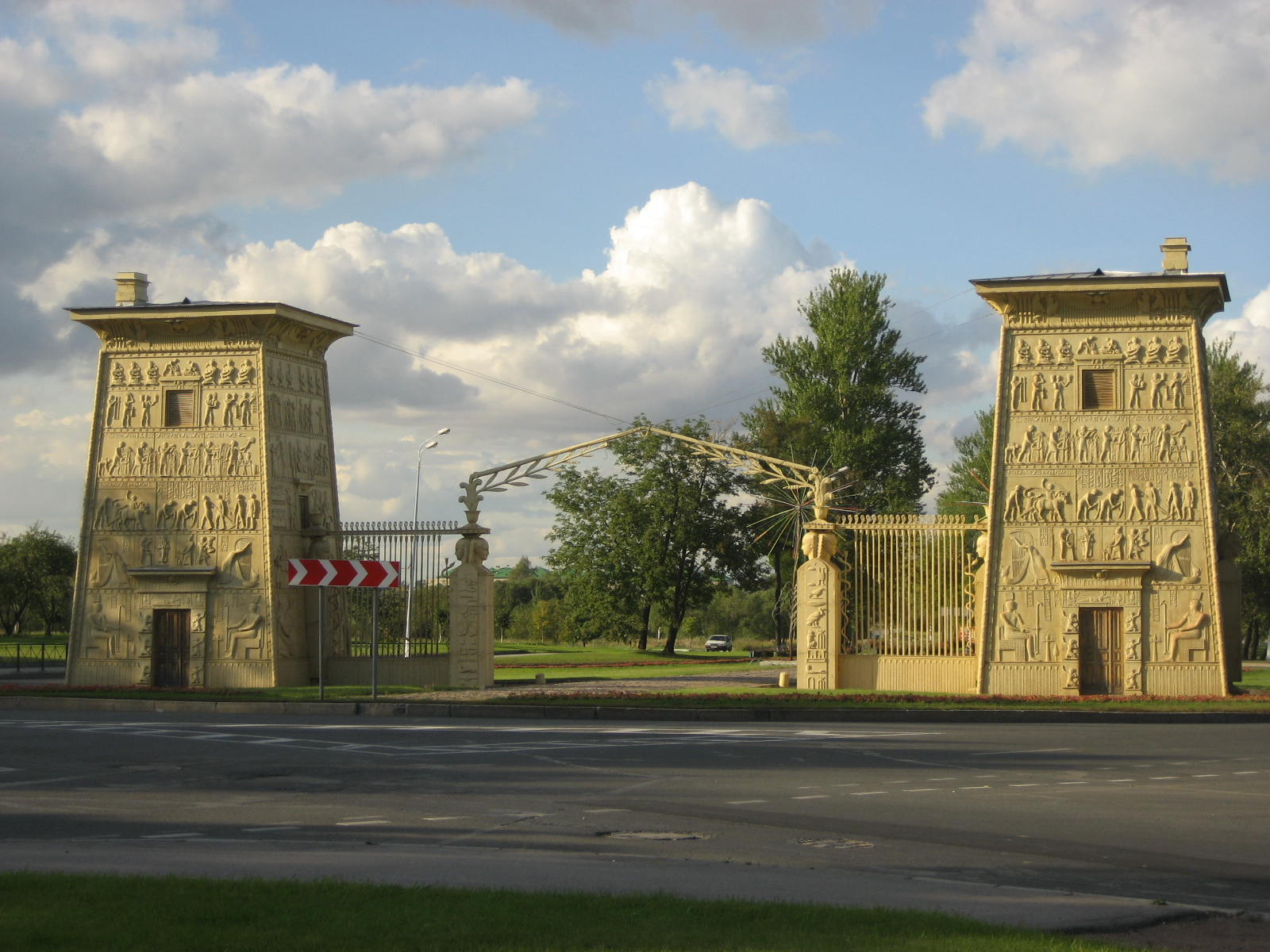
البوابة المصرية (1827-1830) في تسارسكو سيلو (سانت بطرسبرغ، روسيا)

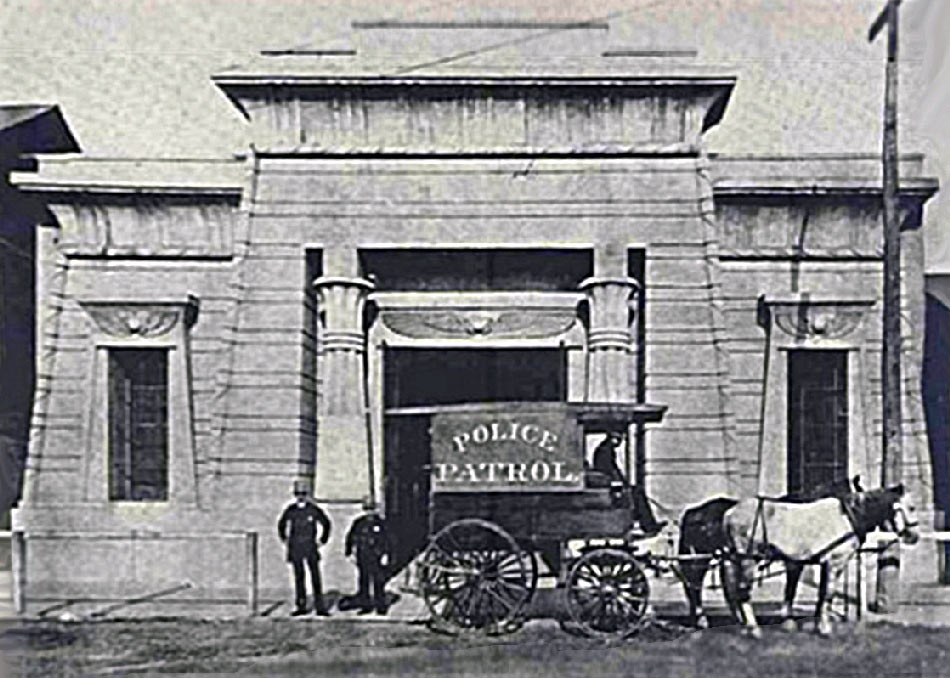
المخفر الرابع للشرطة (1836) في نيو أولينز

إحياء العمارة المصرية هو أسلوب معماري يستخدم زخارف وصور العمارة المصرية القديمة. يُعزى بشكل عام إلى الوعي العام بالآثار المصرية القديمة الناتجة عن غزو نابليون لمصر وهزيمة الأدميرال نيلسون للبحرية الفرنسية في معركة النيل عام 1798. أخذ نابليون معه رحلة علمية إلى مصر. بدأ نشر أعمال البعثة، وصف مصر، في عام 1809 وتم نشره على شكل سلسلة حتى عام 1826. وقد عزز حجم المعالم الأثرية للواجهات المكتشفة أثناء مغامرته من سيطرة الجماليات المصرية على النخبة الباريسية. ومع ذلك، فقد تم صنع أو بناء الأعمال الفنية والعمارة (مثل الآثار الجنائزية) على الطراز المصري في بعض الأحيان في القارة الأوروبية والجزر البريطانية منذ عصر النهضة.

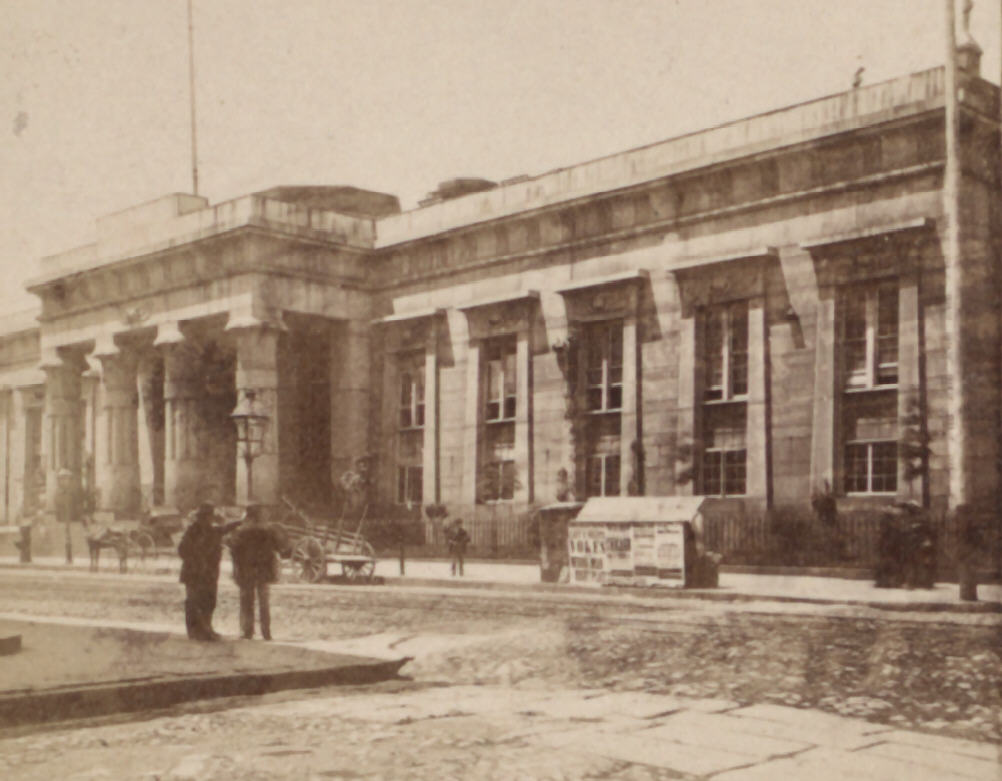
المقابر (1838) في مدينة نيويورك

## تاريخ

### التأثير المصري قبل نابليون

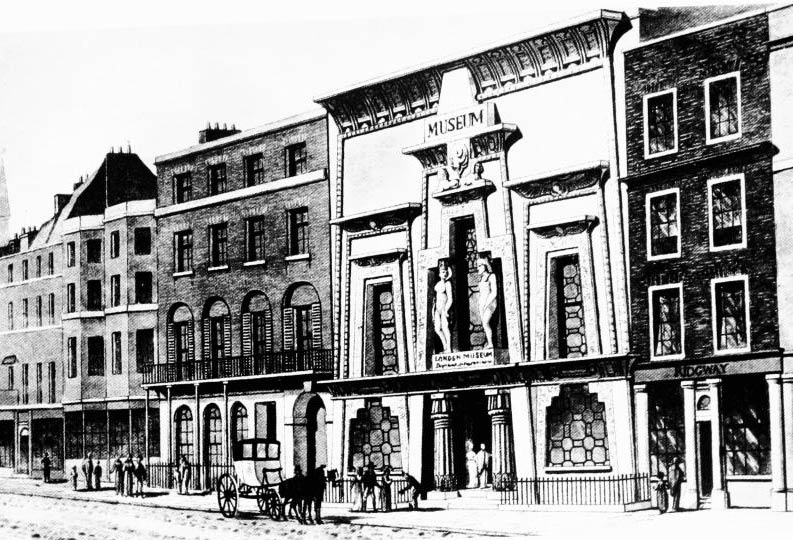
القاعة المصرية في لندن، 1815.

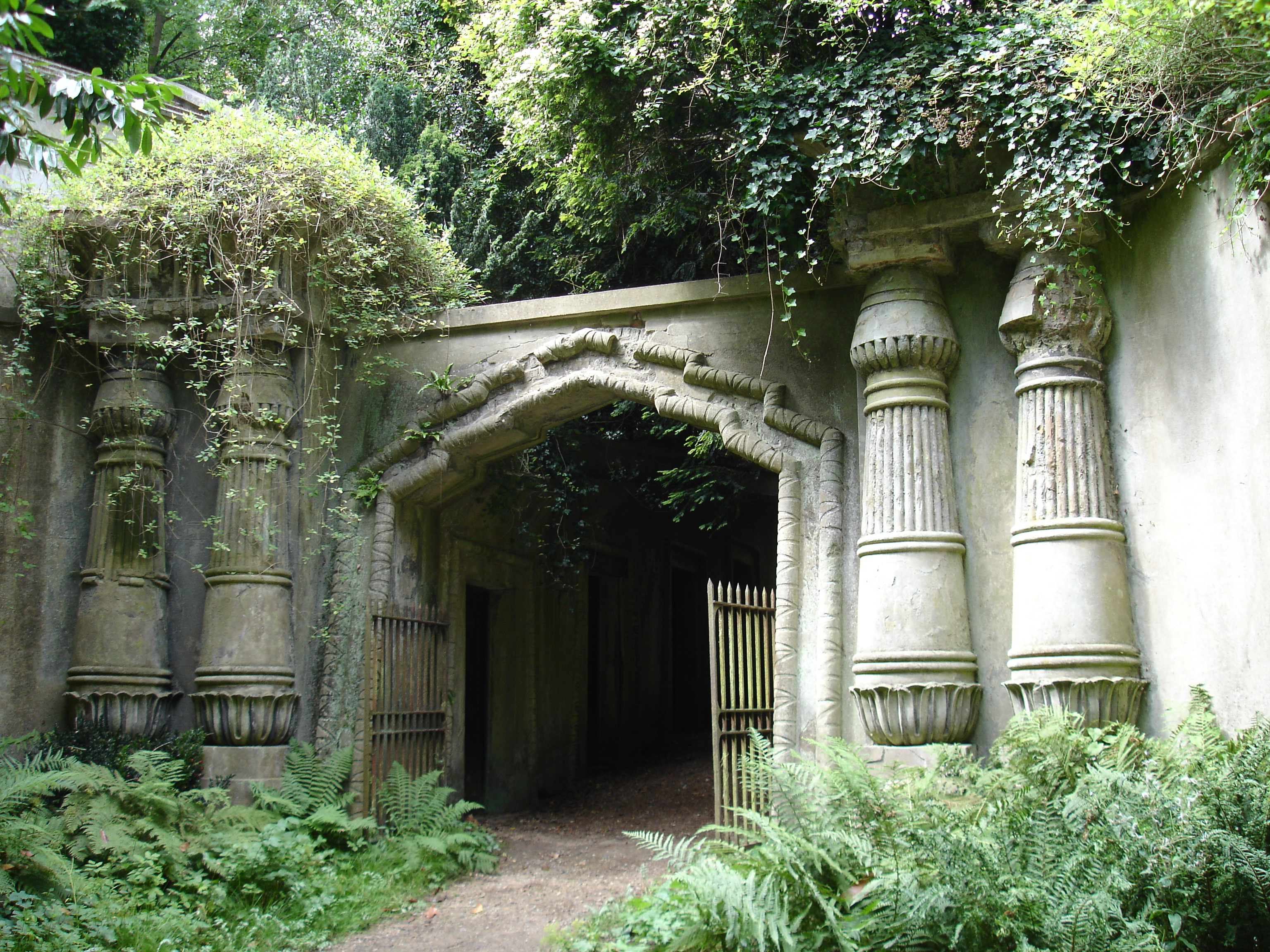
مدخل الجادة المصرية ودائرة لبنان لمقبرة هاي جيت (1838-1839)، لندن

تمت تصفية الكثير من المعرفة المبكرة عن الفنون والعمارة المصرية القديمة من خلال عدسة العالم الكلاسيكي، بما في ذلك روما القديمة. قبل تأثير نابليون، من الأمثلة المبكرة مسلة دوميتيان، التي أقامها جان لورينزو برنيني عام 1651 على قمة فونتانا دي كواترو فيومي في ساحة نافونا، روما. والتي استمرت في إلهام العديد من المسلات المصرية التي شُيدت في أيرلندا خلال أوائل القرن الثامن عشر. وقد أثرت على المسلة التي شيدها السير إدوارد لوفات بيرس كذكرى جنازة عائلية لعائلة آلن في ستيلورجان في أيرلندا عام 1717، وهي واحدة من عدة مسلات مصرية أقيمت في أيرلندا خلال أوائل القرن الثامن عشر. يمكن العثور على الآخرين في بيلان، مقاطعة كيلدير؛ ودانغان، مقاطعة ميث. من المحتمل أن يكون كاسلتاون فولي في مقاطعة كيلدير هو الأكثر شهرة، وإن كان الأقل على الطراز المصري.

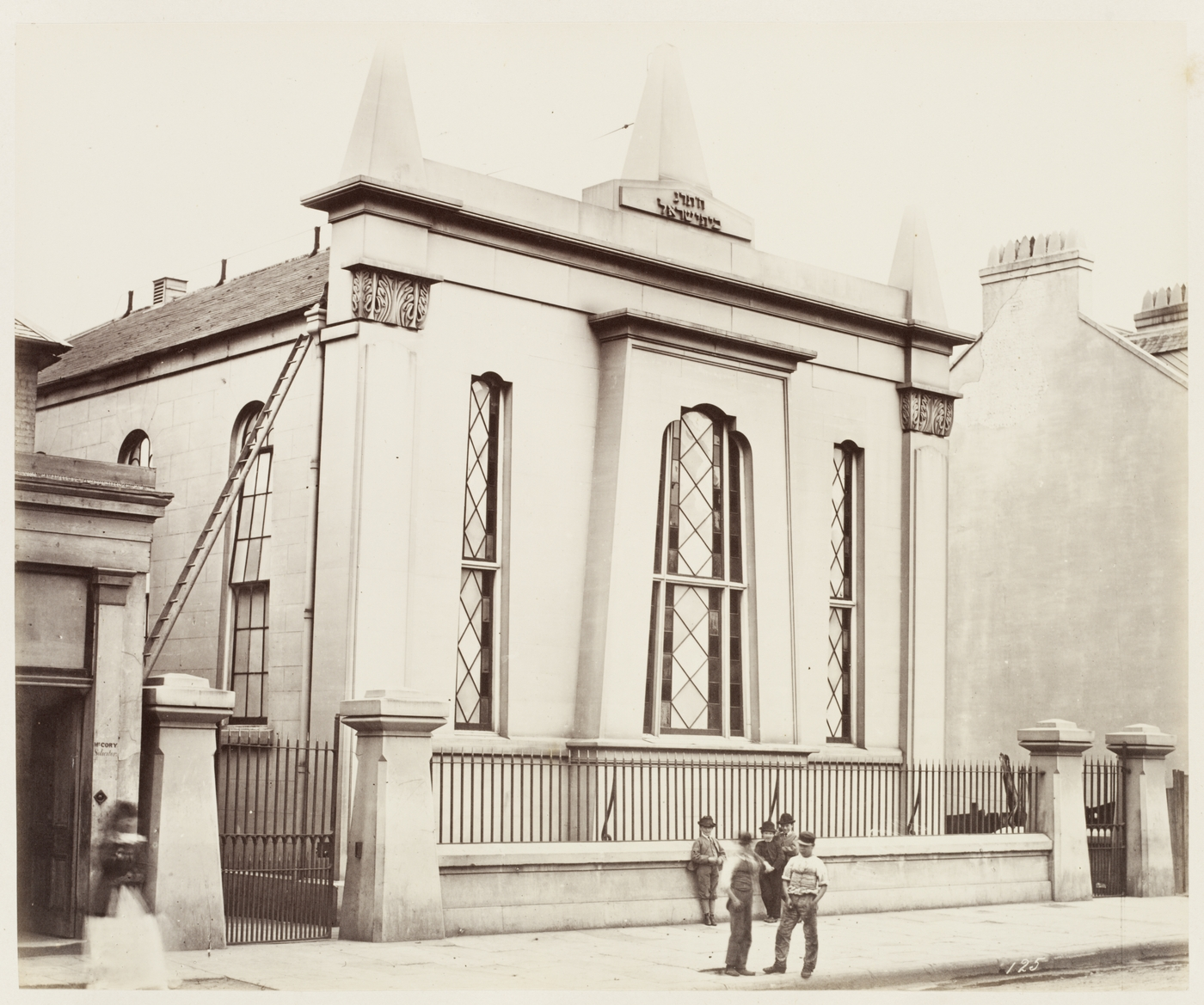
كنيس يورك ستريت (1878) في سيدني

كما تم بناء المباني المصرية كحماقات للحدائق. ربما كان الأكثر تفصيلاً هو الذي بناه فريدريك الأول، دوق فورتمبيرغ في حدائق شاتو دو مونبيليارد. تضمنت جسرًا مصريًا سار الضيوف عبره للوصول إلى جزيرة بها حمام متطور متأثر بالتأثير المصري. تم تصميم المبنى من قبل المهندس المعماري لمحكمة الدوق، جان بابتيست كليبر، وكان يحتوي على غرفة بلياردو وبانيو.

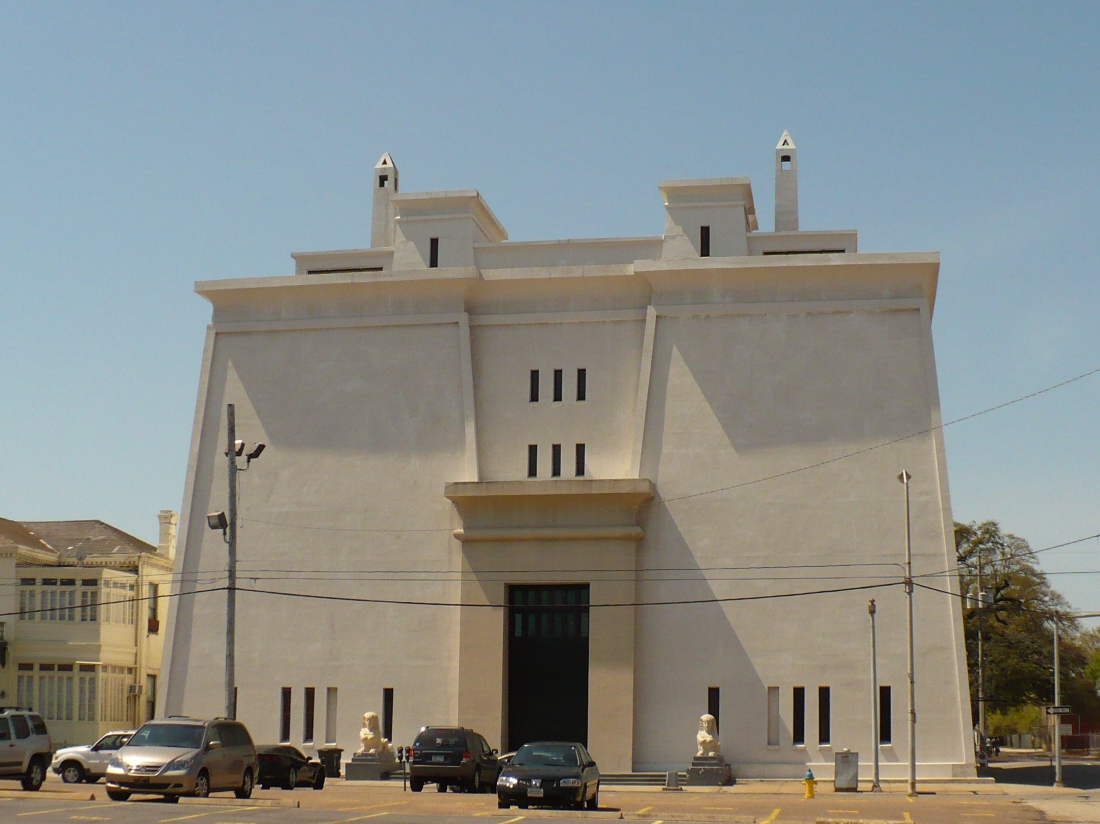
معبد الطقوس الاسكتلندية (1921) في موبايل، ألاباما

### عصر ما بعد نابليون

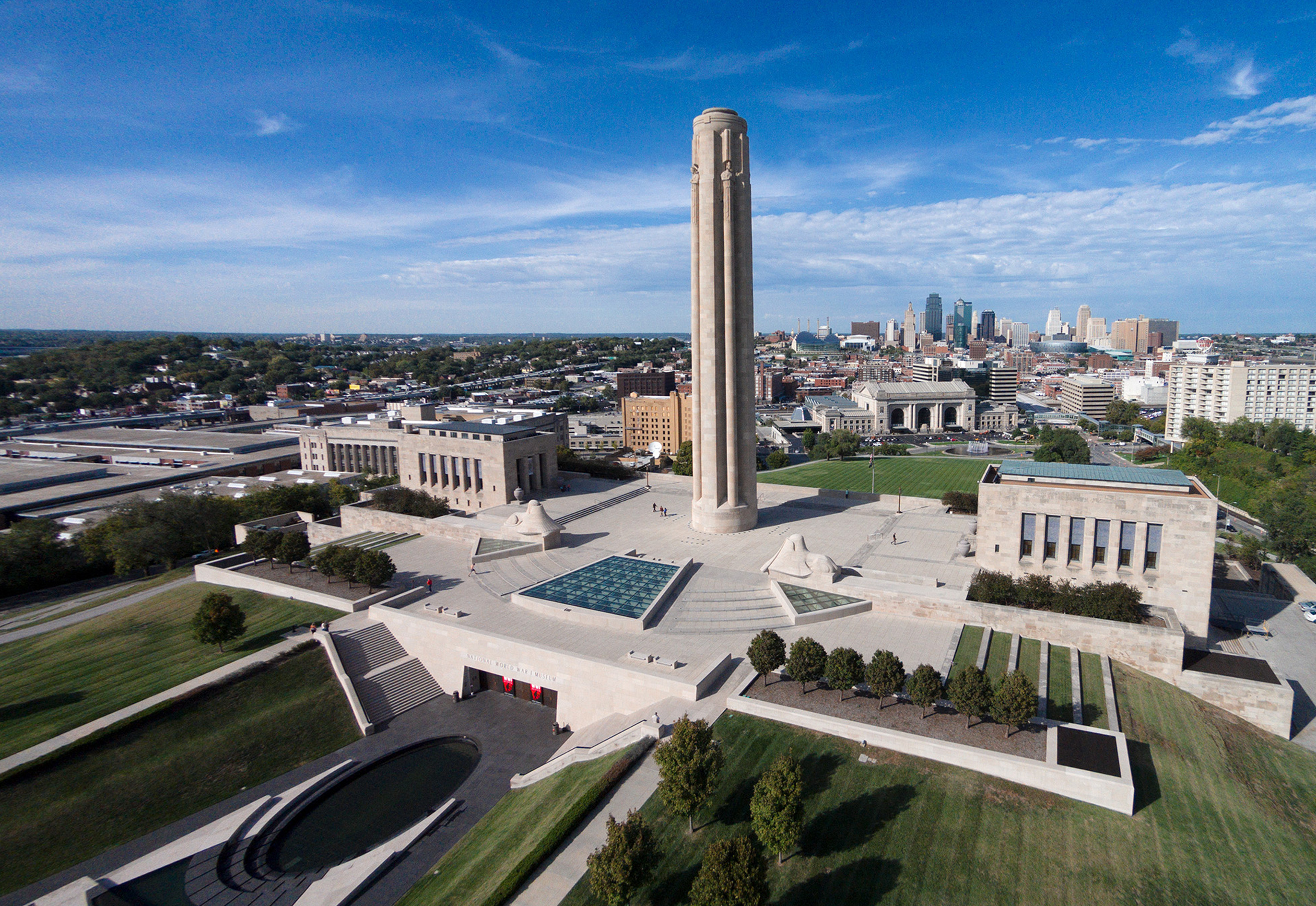
المتحف الوطني والنصب التذكاري للحرب العالمية الأولى (1921) في مدينة كانساس سيتي بولاية ميسوري

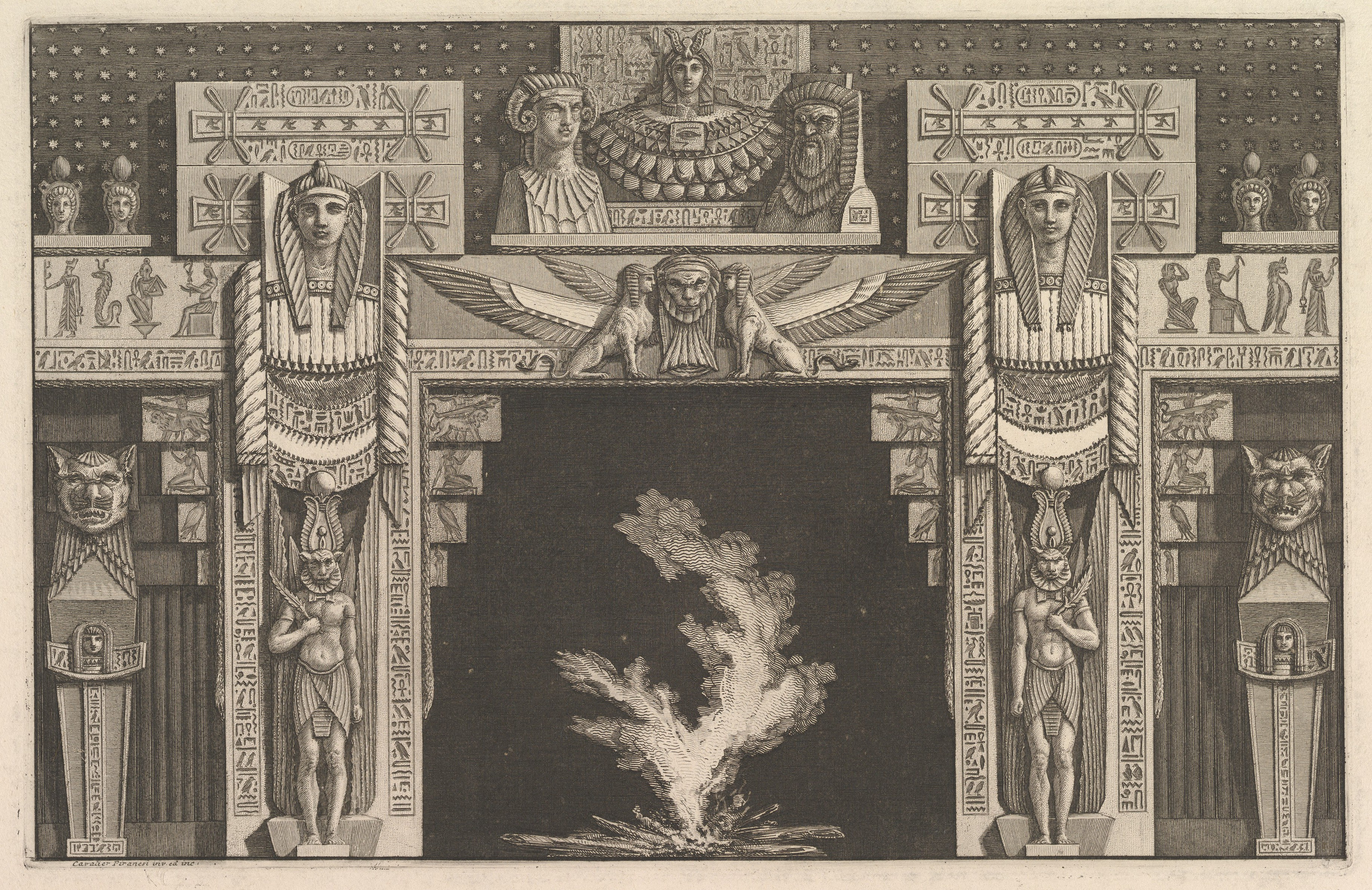
زخرفة Caffee degli Inglesi في ساحة إسبانيا في روما. نقش بيرانيزي، 1769

بعد الغزو الفرنسي بقيادة نابليون لمصر كان الزيادة المفاجئة في عدد الأعمال الفنية وحقيقة أنه، لأول مرة، بدأ تشييد مبانٍ كاملة تشبه تلك الموجودة في مصر القديمة. في فرنسا وبريطانيا، كان هذا مستوحى جزئيًا على الأقل من الحملات الحربية الناجحة التي قامت بها كل دولة أثناء وجودها في مصر.

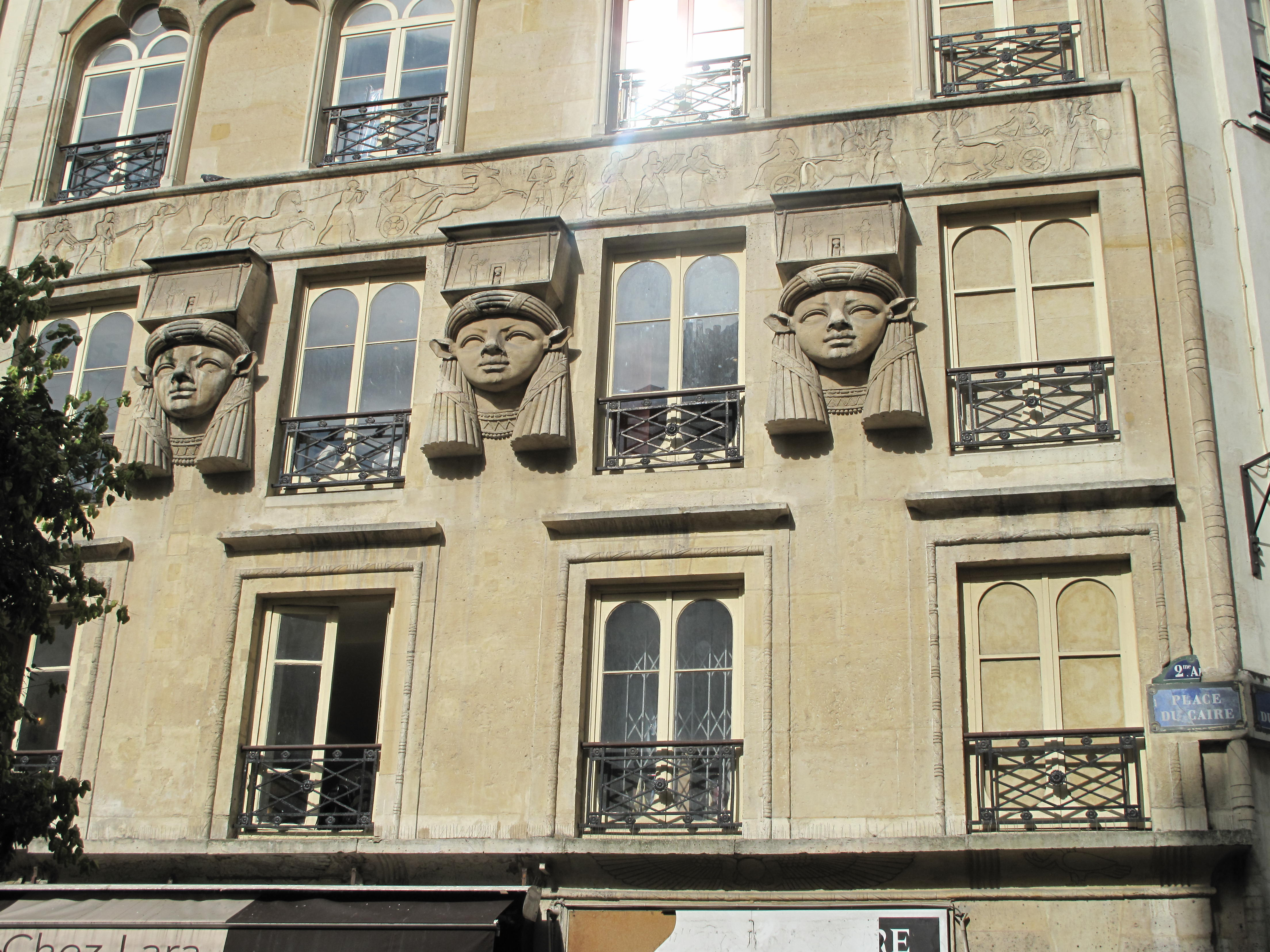
ميدان القاهرة في باريس

من أجل نية نابليون في فهرسة المعالم والنتائج من الحملة، تم تجنيد مئات الفنانين والعلماء لتوثيق «الآثار والإثنوغرافيا والعمارة والتاريخ الطبيعي لمصر»؛ وبعد ذلك تم نقل هذه الملاحظات والرسومات إلى أوروبا. في عام 1803، بدأ تجميع «وصف مصر» بناءً على هذه الوثائق واستمر أكثر من عشرين عامًا.

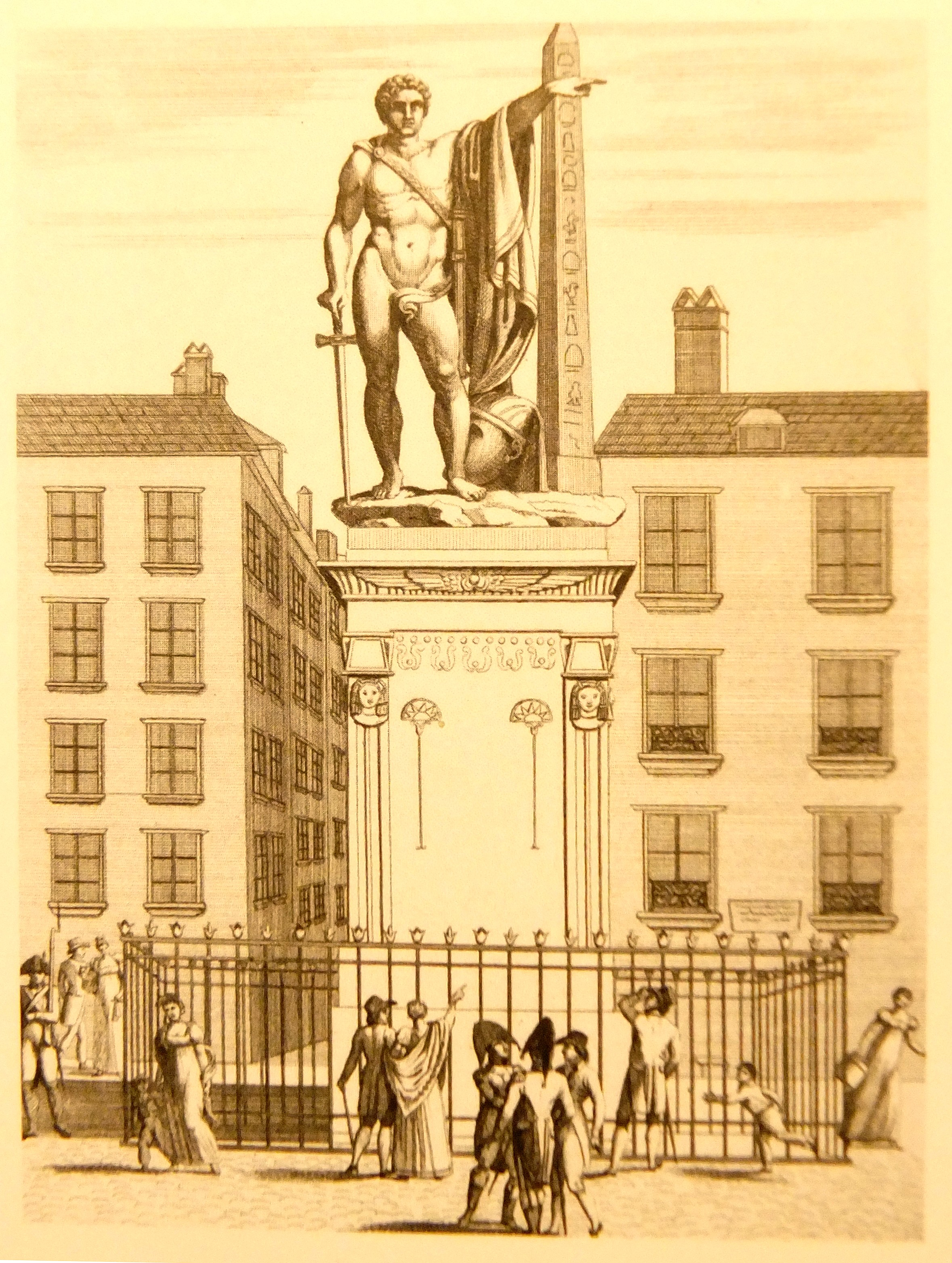
نصب تذكاري للويس ديزايكس في باريس

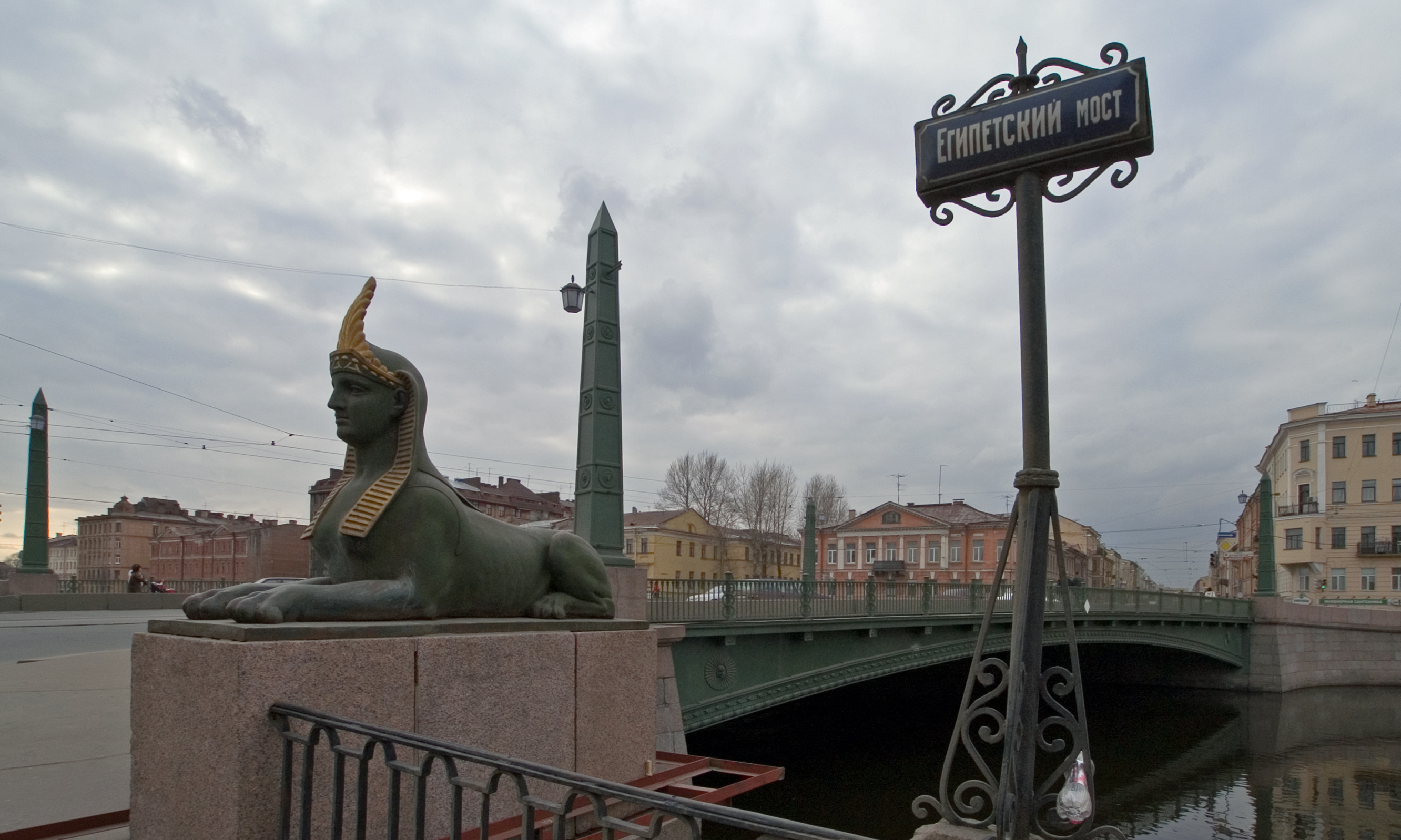
جسر مصري في سانت بطرسبرغ قبل الانهيار الأرضي

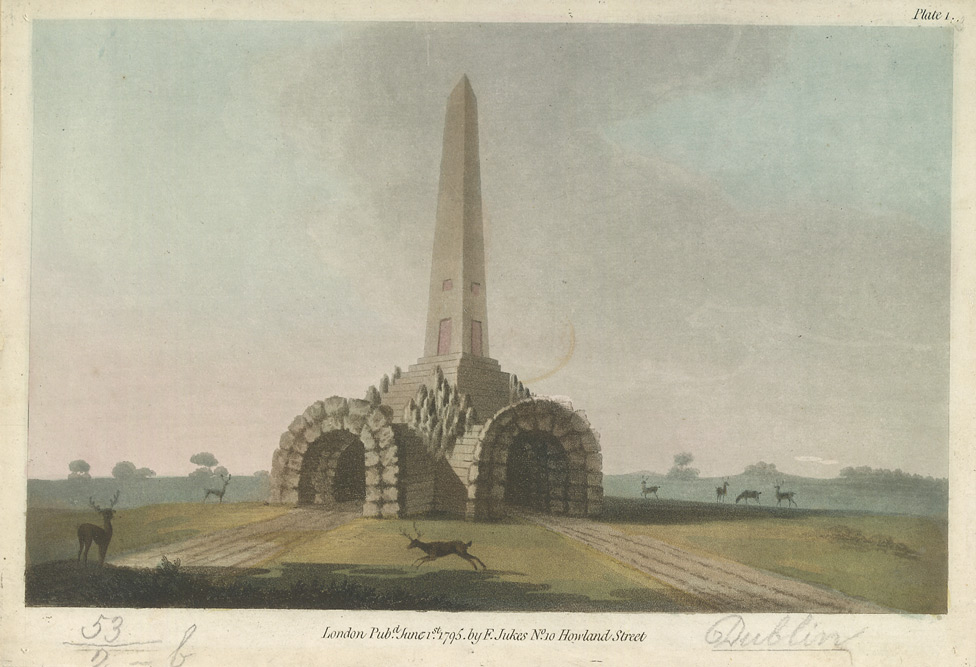
مسلة بيرس في ستيلورجان

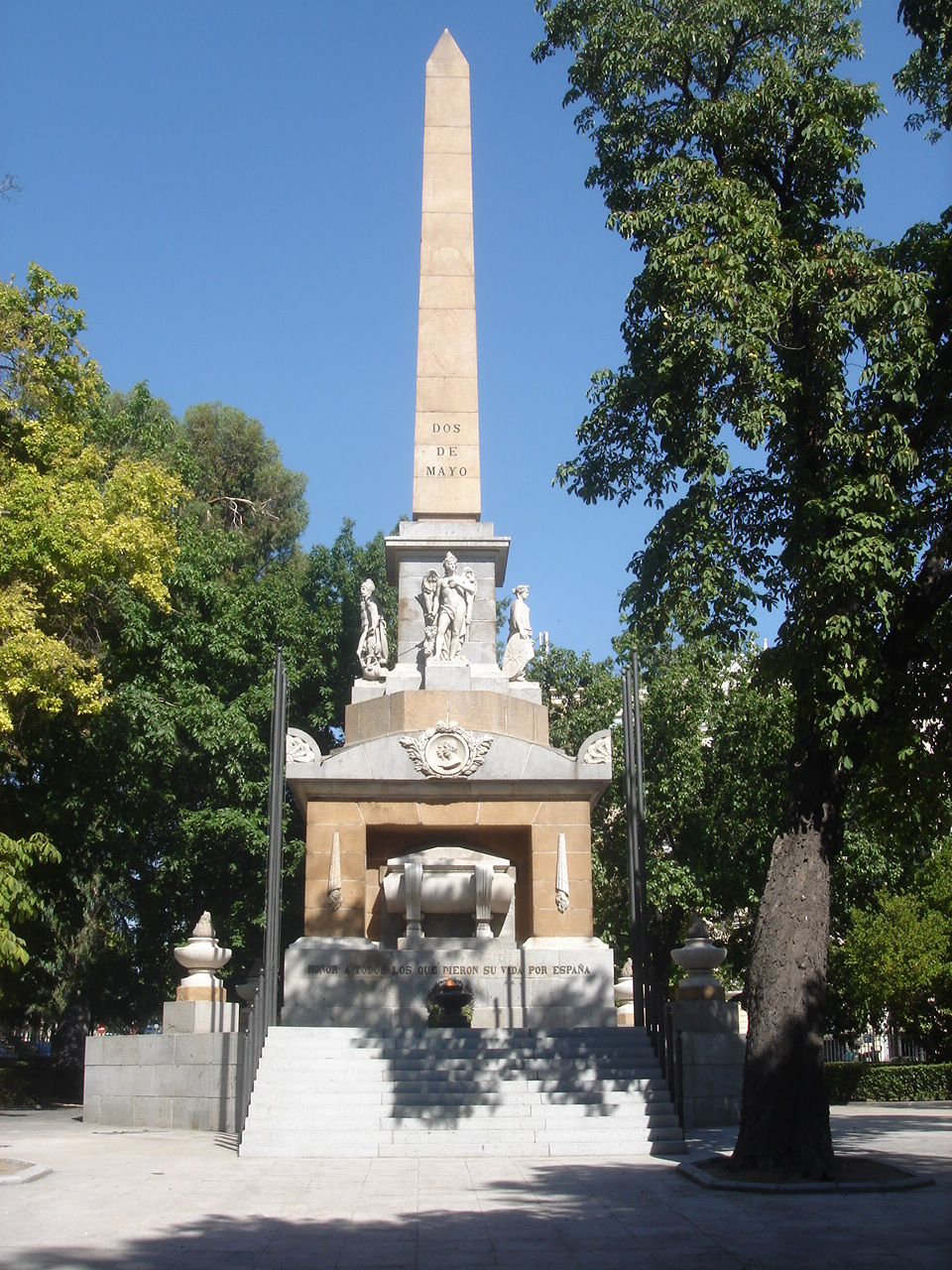
مسلة مدريد

المحتوى في هذا النص الأثري، بما في ذلك ترجمة حجر رشيد والأهرامات المصرية ومشاهد أخرى، يثير الاهتمام بالفنون والثقافة المصرية في أوروبا وأمريكا. وفقًا لـ كورل، بدأ الناس في تقديم خيالهم عن مصر بطرق مختلفة. أولاً، تم تداول مجموعات من التماسيح والأهرامات المصرية والمومياوات وأبو الهول وزخارف أخرى على نطاق واسع. في عام 1800، أقيم مهرجان الأوبرا المصرية في دروري لين بلندن مع مجموعات وأزياء على الطراز المصري. من ناحية أخرى، اقترح ويليام كابون (1757-1827) إنشاء هرم ضخم لتل شوتر كنصب تذكاري وطني، بينما صمم جورج سميث (1783-1869) مقبرة على الطراز المصري لرالف أبيركرومبي في الإسكندرية.

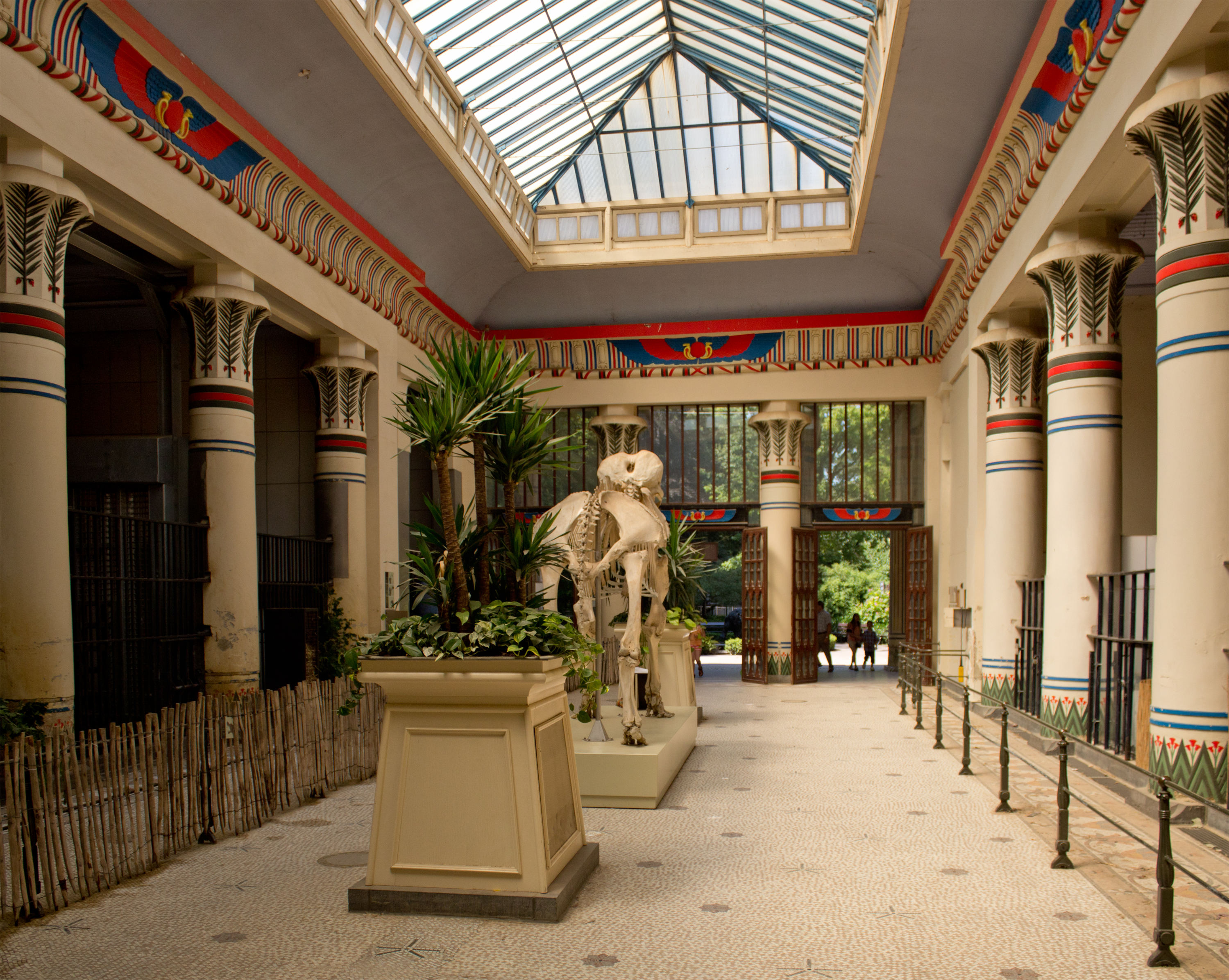
منزل الفيل في حديقة حيوان أنتويرب (1856)

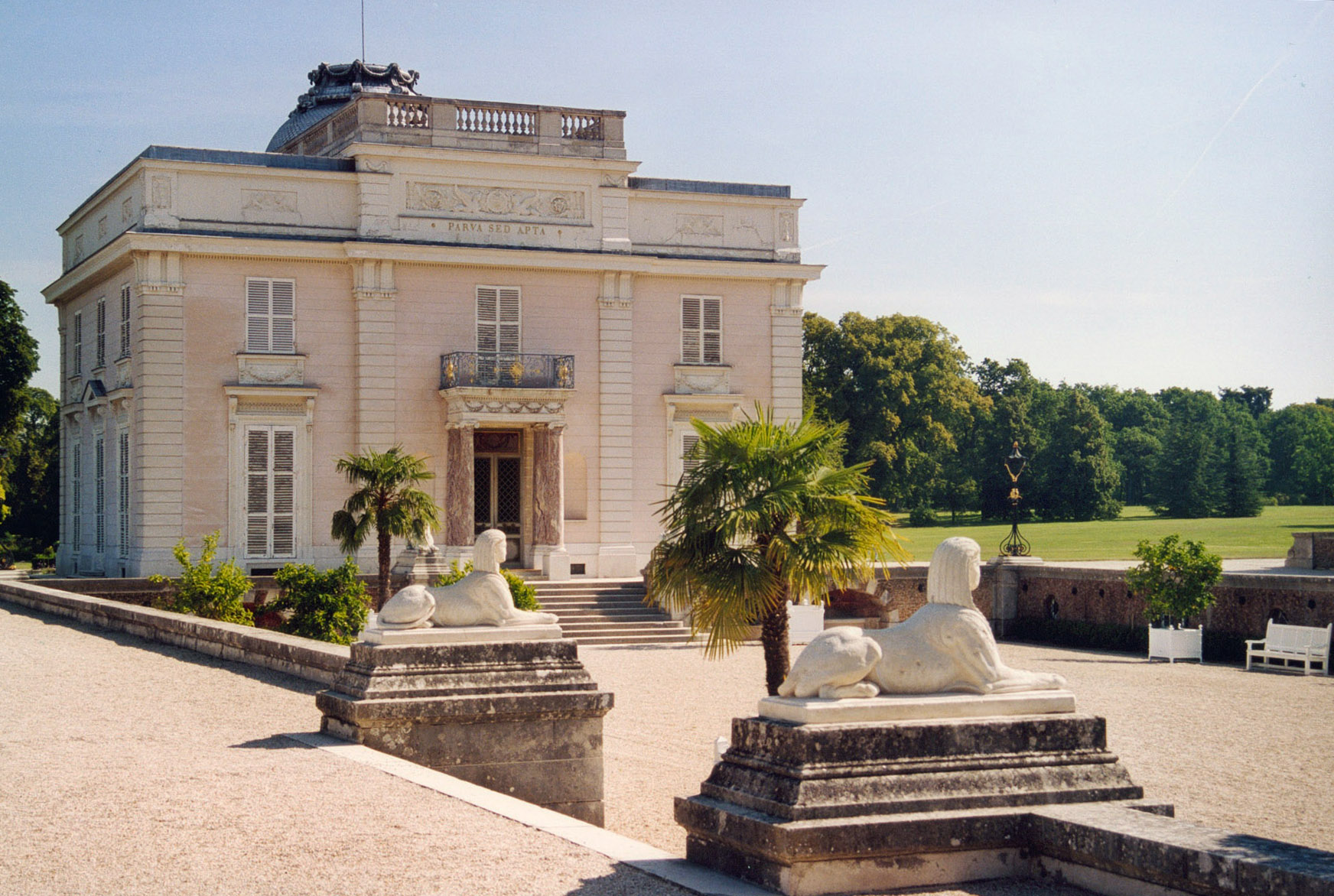
تمثالين لأبي الهول في حديقة قلعة باجاتيل

وفقًا لديفيد براونلي، كان كنيس كارلسروه عام 1798، أحد المباني المبكرة التي أنشأها فريدريك وينبرينر المؤثر «أول مبنى مصري كبير يتم تشييده منذ العصور القديمة.» وفقًا لديانا موير أبيلباوم، كان «أول مبنى عام (هو، ليس حماقة، مسرح، أو نصب جنائزي) بأسلوب النهضة المصري». ظهر التأثير المصري القديم بشكل أساسي في البرجين الضخمين المتصلين بالمدخل. بخلاف ذلك، كانت النوافذ ومدخل القسم المركزي عبارة عن أقواس مدببة، والخطة الشاملة تقليدية، مع تفاصيل القوطية الجديدة.

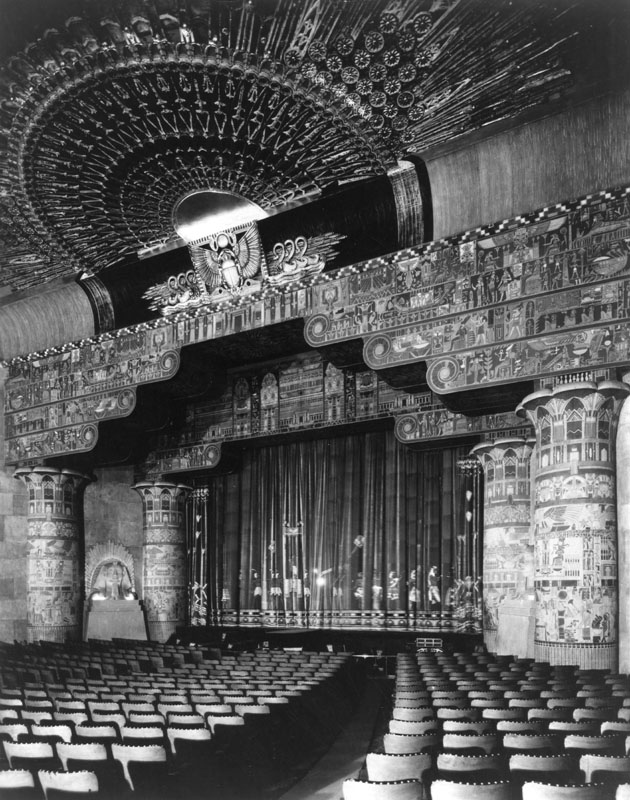
مسرح جرومان المصري 1922

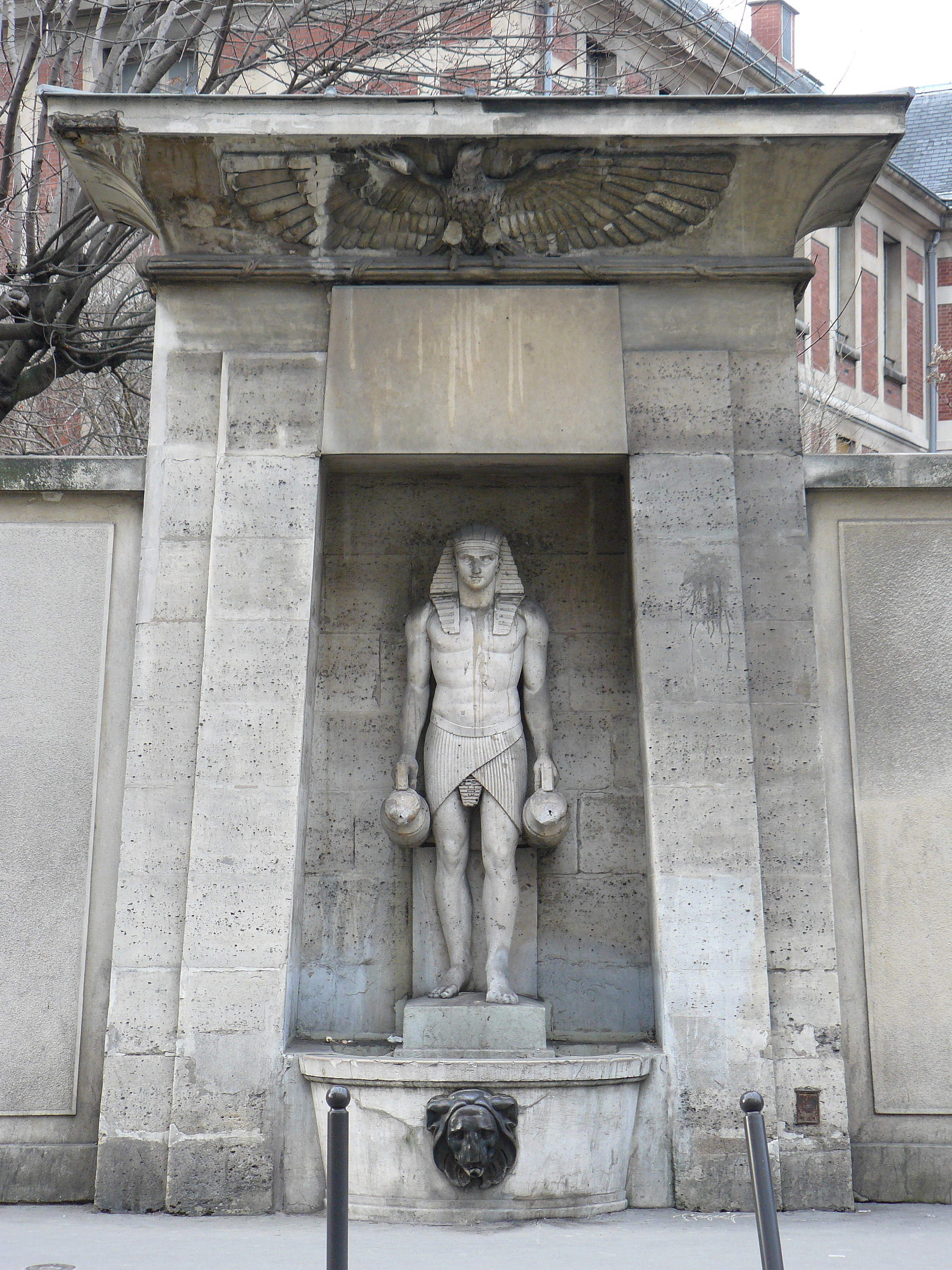
ينبوع الفلاح في باريس

من بين أقدم آثار النهضة المصرية في باريس هو ينبوع الفلاح، الذي تم بناؤه عام 1806. وقد صممه فرانسوا جان برال. من الأمثلة الموثقة جيدًا، التي دُمِّرت بعد خلع نابليون، النصب التذكاري للجنرال لويس ديزايكس في ساحة النصر عام 1810. وقد ظهر تمثالًا عاريًا للجنرال ومسلة، وكلاهما يقع على قاعدة إحياء مصرية. مثال آخر على موقع النهضة المصرية الذي لا يزال قائماً هو البوابة المصرية لتسارسكو سيلو، التي بنيت عام 1829.

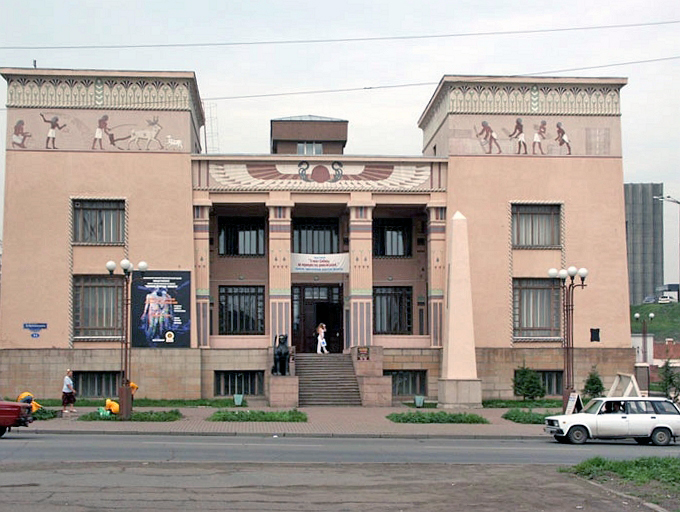
متحف كراسنويارسك الإقليمي في وسط سيبيريا

تم بناء شارع أو ممر يسمى ميدان القاهرة أو معرض القاهرة في باريس عام 1798 في الموقع السابق لدير «بنات المحبة». ميدان القاهرة رقم 2، من عام 1828، هو أساسًا بشكل عام مبنى باريسي تقليدي مع متاجر في الطابق الأرضي وشقق أعلاه، ولكن مع زخرفة تمصير كبيرة بما في ذلك صف من رؤوس حتحور الضخمة وإفريز.

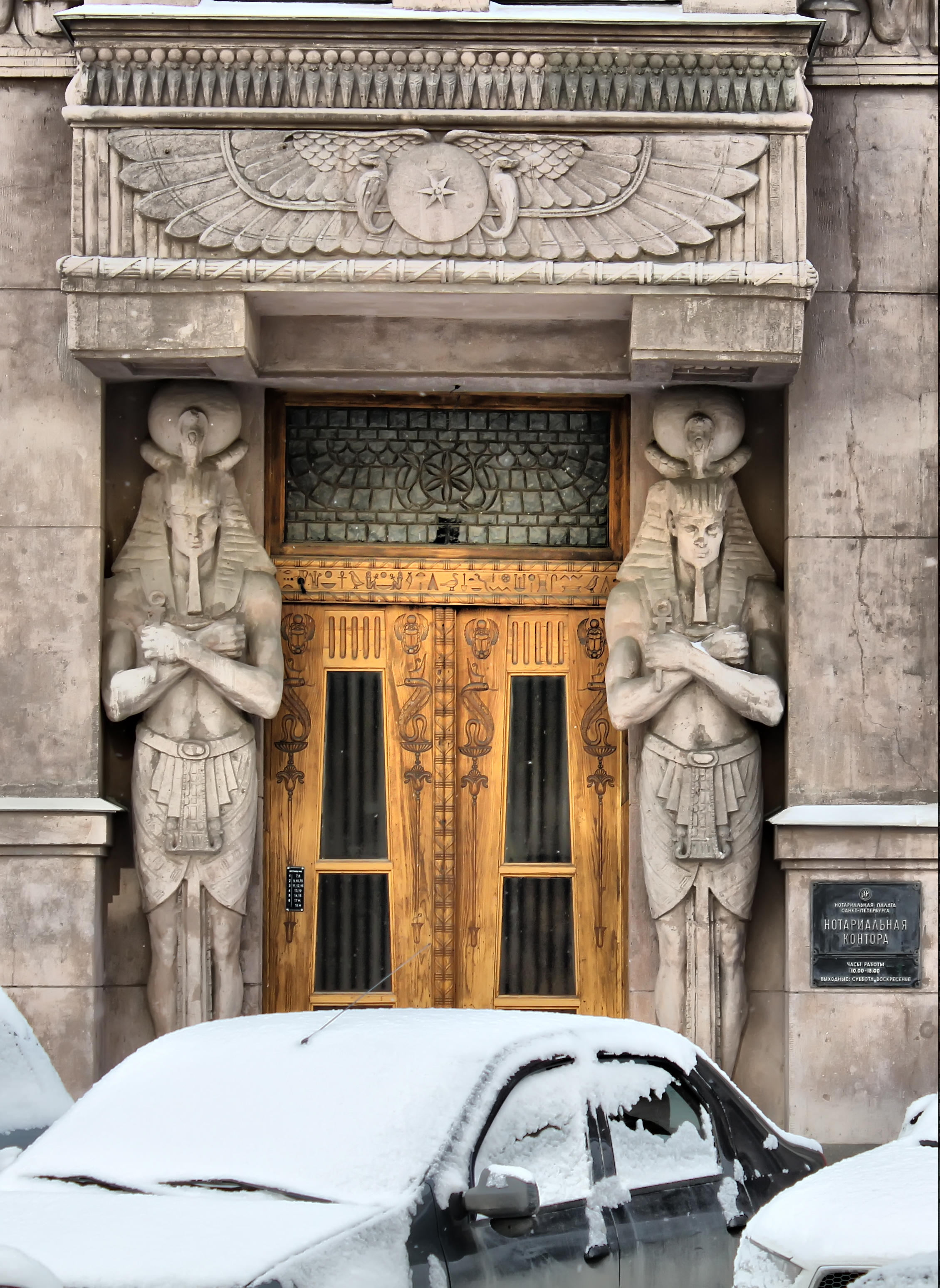
منزل صممه المهندس المعماري ميكولاس سونجيلا في سانت بطرسبرغ

كان مكتب صحيفة ساعي على ستراند في لندن من أوائل المباني البريطانية التي تظهر تصميمًا داخليًا مصريًا. تم بناؤه في عام 1804 وظهر على شكل كورنيش (كافيتو) وأعمدة متأثرة بالمصرية ذات تيجان على شكل نخيل. من الأمثلة البريطانية المبكرة الأخرى القاعة المصرية في لندن، التي اكتملت في عام 1812، والمعرض المصري، وهي غرفة خاصة في منزل الخبير توماس هوب لعرض آثاره المصرية، والموضحة في نقوش من رسوماته الدقيقة في كتابه أثاث منزلي (1807)، مصدرًا رئيسيًا لأسلوب ريجنسي للمفروشات البريطانية.

### صعود إحياء العمارة المصرية القديمة في أمريكا
حوالي 1870، بدأ الأمريكيون في الاهتمام بالثقافات الأخرى، بما في ذلك اليابان والشرق الأوسط وشمال إفريقيا. وقد انعكست هذه في مختلف الفنون الزخرفية، وخاصة العمارة والأثاث. كانت الزخارف والرموز المصرية شائعة الاستخدام في التصميم بما في ذلك عناصر «تركيبات برونزية مذهبة على شكل أبي الهول، ومشاهد مصرية منسوجة في المنسوجات، وتصاميم هندسية لنباتات مثل سعف النخيل».
يعود السبب وراء ظهور العمارة المصرية في الولايات المتحدة إلى التاريخ الطويل والعظيم للحضارة المصرية القديمة. تتمتع العمارة ذات الطابع المصري بشعور قوي وجذاب. يكتسبون الاستقرار والقوة في أشكالهم البدائية والهائلة، ويعبرون عن المشاعر ويجسدون إحساسًا قويًا بالتميز. يدل هذا النمط من الإحياء المعماري على أن الولايات المتحدة قد استفادت من الروح الداخلية للحضارة المصرية القديمة ورثت كل الصفات العظيمة لتلك الحضارة. احتاجت دولة شابة مثل الولايات المتحدة إلى السعي بنشاط للحصول على دعم الحضارة المصرية القديمة لدحض اتهامات النقاد الأوروبيين بأن الولايات المتحدة أمة بلا تاريخ. لهذا السبب ازدهرت حركة المقابر الريفية الأمريكية، وبناء المسلات الضخمة.
تم تمثيل تأثير النهضة المصرية على تصميم وثقافة المقبرة في الولايات المتحدة بشكل جيد في حديقة مقبرة جرين وود في نيويورك. نظرًا لاختلاط الثقافات المختلفة في بروكلين بالهجرة، فقد وفرت حديقة مقبرة جرين وود بيئة عالية التسامح لإحياء العمارة المصرية القديمة. إلى جانب قدر معين من مسلات العناصر المصرية النموذجية، فإن تنوع الإنشاءات الضخمة بأسلوب إحياء العمارة المصرية القديمة يعكس أفكار الناس والثقافة المحلية وكذلك قبول الأسلوب المستورد. على خلفية سكان الفن الجنائزي المسيحي الفيكتوري، أظهر تصميم وتنفيذ آثار إحياء العمارة المصرية القديمة الخلود والتفرد إلى حد ما.
اعتقد بعض الأمريكيين في ثمانينيات القرن التاسع عشر أن الولايات المتحدة كانت أمة بلا فن وبالتالي أرادوا الابتكار في مجال التصميم الجمالي لتمييزه عن الأهرامات والمسلات المصرية والمعابد اليونانية والأبراج القوطية. لكن تنفيذ مثل هذه الابتكارات كان صعبًا، وكما قال كلارنس كينغ، «حتى يكون هناك سباق أمريكي لا يمكن أن يكون هناك أسلوب أمريكي». كما تم إعاقة إنشاء الأسلوب الأمريكي من خلال حقيقة أن المزيج العرقي للشعب الأمريكي لا يشكل عرقًا. ومع ذلك، في الوقت الذي أعقب ذلك، كانت الثقافة الأمريكية تستوعب إحياء العمارة المصرية القديمة، وأصبحت أهميتها التكتونية غير مستقرة. قد يكون هذا بسبب أن الولايات المتحدة في أوائل القرن العشرين كانت أمة واثقة، وتلاشى نهج تحديد العالم الروحي للفرد من خلال إقامة صلة مع حضارة عظيمة مثل مصر القديمة في مثل هذا السياق الثقافي.

### إحياءات لاحقة
تمتعت العمارة المصرية الحديثة بشعبية كبيرة في البلدان الأخرى أيضًا. كان أول مبنى مصري تم إحيائه في الولايات المتحدة هو بناء الكنيس عام 1824 لمعبد مجمع ميكفيه إسرائيل اليهودي في فيلادلفيا، بنسلفانيا. تبعته سلسلة من المباني العامة الرئيسية في النصف الأول من القرن التاسع عشر بما في ذلك سجن مقاطعة فيلادلفيا عام 1835، فيلادلفيا، بنسلفانيا، الولايات المتحدة، مركز شرطة المنطقة الرابعة لعام 1836 في نيو أورلينز وسجن مدينة نيويورك عام 1838 المعروف باسم المقابر. تشمل المباني العامة الأخرى ذات الطراز المصري كنيسة أولد ويلر في عام 1844 في ساغ هاربور، نيويورك، والكنيسة المعمدانية الأولى عام 1846 في إسيكس، كونيتيكت، والمبنى المصري 1845 لكلية الطب بفرجينيا في ريتشموند، ومبنى مخصص للولايات المتحدة عام 1848 في نيو أورلينز. كان النصب التذكاري لواشنطن من أشهر المباني المصرية في الولايات المتحدة، والذي بدأ في عام 1848، وكانت هذه المسلة تحتوي في الأصل على أبواب ذات أفاريز وأقراص شمس مجنحة، تمت إزالتها لاحقًا. يعد المتحف والنصب التذكاري الوطنيان للحرب العالمية الأولى في مدينة
كانساس سيتي بولاية ميسوري مثالاً آخر على فن العمارة والفن المصري.
تتميز الكلية الجنوب أفريقية في مستعمرة كيب البريطانية آنذاك «بمبنى مصري» شيد عام 1841؛ كما أن المبنى المصري الذي تم إحياءه لمصلي المصلين العبريين في كيب تاون لا يزال قائماً.
كان كنيس يورك ستريت أول مبنى مصري أُعيد إحياءه في أستراليا، تلاه كنيس هوبارت، وكنيس لونسيستون ومجمع أديلايد العبري، كل ذلك بحلول عام 1850. أقيمت أقدم مسلة في أستراليا في ماكواري بليس
، سيدني عام 1818.
أدت الحملات الاستكشافية التي أدت في النهاية إلى اكتشاف كنز مقبرة توت عنخ آمون عام 1922 بواسطة عالم الآثار هوارد كارتر إلى إحياء القرن العشرين. يُنظر أحيانًا إلى الإحياء خلال عشرينيات القرن العشرين على أنه جزء من أسلوب فن زخرفي. أدت هذه المرحلة إلى ولادة الحركة المسرحية المصرية، التي اقتصرت إلى حد كبير على الولايات المتحدة. كان أسلوب إحياء الفنون الزخرفية المصرية حاضرًا في الأثاث والأشياء المنزلية الأخرى، وكذلك في الهندسة المعمارية.
عرضت العديد من الأعمال البارزة في بريطانيا محاولات للمهندسين المعماريين لترجمة وتصوير الرسائل بالهيروغليفية المصرية. على الرغم من المحاولات الصادقة في التراكيب، إلا أن فهم التركيب اللغوي والدلالات الهيروغليفية قد تقدم منذ إنشائها واكتشاف الأخطاء في العديد من هذه الأعمال. على الرغم من أن المباني العامة والخاصة قد شُيدت في بريطانيا بأسلوب إحياء العمارة المصرية القديمة، إلا أن الغالبية العظمى ممن حاولوا كتابة نقوش دقيقة كانوا من الأشغال العامة أو على مداخل المباني العامة.
في عام 1824، نشر الباحث الكلاسيكي الفرنسي وعالم المصريات جان فرانسوا شامبليون دقة النظام الهيروغليفي عند قدماء المصريين في عام 1824، مما حفز أولى المحاولات البارزة لفك رموز اللغة الهيروغليفية في بريطانيا. كانت نقوش جوزيف بونومي في مدخل النزل إلى مقبرة أبني بارك في عام 1840 أول محاولة حقيقية مسجلة لكتابة نص مقروء. قام عالم المصريات نفسه، بونومي وعلماء آخرون مثل صموئيل بيرش، صموئيل شارب، ويليام أوزبورن، وآخرين بتأليف نصوص لمجموعة متنوعة من المشاريع البريطانية الأخرى طوال القرن التاسع عشر - بما في ذلك مطحنة مارشال في ليدز، وهو البيت الصغير في الأرض في منزل هارتويل، وكجزء من معرض مصري في كريستال بالاس بعد أن أعيد تشييده في جنوب شرق لندن.
اختلف محتوى النقوش حسب طبيعة مشاريعهم المحددة. يتميز معرض كريستال بالاس بالعديد من النقوش المختلفة، مع النقش الرئيسي الذي يوضح بالتفصيل بناء ومحتوى القاعة ويعلن أنها أصل تعليمي للمجتمع. وتنتهي برسالة لاستدعاء الحظ السعيد، تُرجمت على أنها «فليكن مزدهرًا.» تُظهر النقوش الأصغر الأخرى على إفريز مدخل المعرض أسماء البناة ورسالة باللغة اليونانية تتمنى فيها الصحة والعافية- كونها الملكة فيكتوريا والأمير ألبرت، من أفراد العائلة المالكة. النقش الرئيسي مصحوب بترجمة إنجليزية، مع تباعد الأحرف لتتناسب مع موضع الكلمات الإنجليزية. ومع ذلك، يلاحظ كريس إليوت أن الترجمة تعتمد بشكل مفرط على الترجمة الصوتية وتتميز ببعض الأحرف غير العادية للكلمات التي كان من الصعب ترجمتها إلى الهيروغليفية.

## أمثلة

### الولايات المتحدة الأمريكية
- الكنيسة المشيخية الأولى في ناشفيل، تينيسي، صممها ويليام ستريكلاند من 1849 إلى 1851
- نصب واشنطن في واشنطن العاصمة
- نصب المعركة في بالتيمور بولاية ماريلاند
- سجن ولاية نيو جيرسي في ترينتون، نيو جيرسي، صممه جون هافيلاند من 1833 إلى 1836
- كلية الطب في ريتشموند في ريتشموند، فيرجينيا، صممها توماس إس ستيوارت في عام 1845
- 1826-1830: نصب جروتون التذكاري في جروتون، كونيتيكت، الولايات المتحدة
- 1834-1835: المعهد الأمريكي، مدينة نيويورك (ارتفاع أمامي)
- 1835: سجن مقاطعة فيلادلفيا، فيلادلفيا، بنسلفانيا، الولايات المتحدة. صممه توماس أوستيك والتر، وتم هدمه في عام 1968.
- 1836: المخفر الرابع للشرطة في شارع روسو في نيو أورلينز. صممه بنيامين بويسون، وكان في الأصل بمثابة سجن ومركز شرطة. تغيرت في وقت لاحق بشكل ملحوظ.
- 1838: مقبرة جرين وود في مدينة نيويورك
- 1838: المقابر، مجمع محكمة وسجن في مدينة نيويورك بواسطة جون هافيلاند. تم هدمه واستبداله بمبنى جديد عام 1902.
- 1838: مبنى بنسلفانيا للتأمين ضد الحرائق، فيلادلفيا بواسطة جون هافيلاند. موجود.
- 1840 بوابات دفن جراناري، بواسطة إشعياء روجرز، بوسطن، ماساتشوستس، الولايات المتحدة.
- 1842: توزيع كروتون للخزان في مدينة نيويورك.
- 1827-1843: نصب بانكر هيل التذكاري في تشارلزتاون، بوسطن، ماساتشوستس، الولايات المتحدة.
- 1843: بوابات وبوابات مقبرة جبل أوبورن في كامبريدج، ماساتشوستس، الولايات المتحدة. صممه جاكوب بيجلو.
- 1844: كنيسة أولد ويلر، ساغ هاربور، نيويورك، الولايات المتحدة. صممه مينارد لافيفر.

1845: بوابات دخول الحجر البني لمقبرة غروف ستريت، بقلم هنري أوستن، نيو هيفن، كونيتيكت ، الولايات المتحدة
- 1846: الكنيسة المعمدانية الأولى في إسكس، كونيتيكت
- 1856: جمعية الجمجمة والعظام الجامعية السرية في جامعة ييل، نيو هافن، كونيتيكت في الولايات المتحدة. إسناد المهندس المعماري محل خلاف، ولكن قد يكون أيضًا هنري أوستن من بوابات مقبرة شارع غروف.
- 1914-1916: مبنى بنك التوفير وينونا، وينونا، مينيسوتا
- 1920: معرض مارمون هوبموبيل، شيكاغو، إلينوي، الولايات المتحدة. صممه بول جيرهاردت.
- 1922: مسرح غرومان المصري، لوس أنجلوس، كاليفورنيا، الولايات المتحدة.
- 1927: معبد Pythian، مدينة نيويورك.
- 1928: مسرح لينكولن، كولومبوس، أوهايو، الولايات المتحدة. له إحياء داخلي مصري.
- 1939: مبنى إدارة الضمان الاجتماعي، واشنطن العاصمة، الولايات المتحدة.

### أوروبا، روسيا، وأفريقيا، أستراليا
- 1798 كنيس كارلسروه

حوالي عام 1820: نصب تذكاري لإليزابيث دونكين، بورت إليزابيث، جنوب إفريقيا.
- 1822: معبد مصري في حديقة لازينكي، وارسو، بولندا
- 1824: 42 شارع فور في هيرتفورد، والمعروف محليًا باسم البيت المصري، هو مبنى تاريخي تاريخي محمي من الدرجة الثانية تم بناؤه في موقع نزل سابق. محل بقالة من العصر الفيكتوري حتى الستينيات، أصبح الآن مطعمًا.
- 1826-1825: الجسر المصري في سانت بطرسبرغ. انهار في 20 يناير 1905، على الرغم من أن الجسر الجديد (1955) يضم أبو الهول وعدة أجزاء منه لا تزال قائمة.
- 1830-1827: البوابات المصرية في تسارسكو سيلو، سان بطرسبرج
- 1835-1837: البيت المصري في بينزانس، كورنوال. بناه بائع الكتب المحلي جون لافين كمتحف، ولا يزال قائما.
- 1836-1840: تمبل ووركس، مطحنة كتان سابقة في المنطقة الصناعية في هولبيك في ليدز، المملكة المتحدة. بنيت لصانع النسيج جون مارشال وتميزت بكونها أكبر غرفة فردية في العالم عندما تم بناؤها.
- 1838-1839: الشارع المصري والدائرة الداخلية لدائرة لبنان في مقبرة هايغيت، لندن.
- 1838-1840: أبني بارك تمبل لودجز، هاكني، لندن.
- 1844: كنيس لونسيستون، لونسيستون، تسمانيا، أستراليا.
- 1845: كنيس هوبارت، هوبارت، تسمانيا، أستراليا.
- 1846-1848: كنيس قديم في كانتربري، إنجلترا، المملكة المتحدة.
- 1849: منارة لاجولهاس، ثاني أقدم منارة في جنوب إفريقيا، وتسمى أيضًا «فاروس الجنوب».
- 1856: معبد مصري يأوي الأفيال في حديقة حيوان أنتويرب. صممه تشارلز سيرفايس.
- 1864-1862 معبد مصري في حديقة متحف ستيبيرت، فلورنسا، إيطاليا.
- 1867: كنيسة كوينز بارك في كوينز بارك غلاسكو.
- 1870: القاعات المصرية في غلاسكو. صممه الكسندر طومسون.
- 1881-1889: ضريح شليزي في نابولي، إيطاليا.
- 1891: تم بناء تيفونيوم في عام 1891 بالقرب من ويسانت من قبل المهندس المعماري البلجيكي ادمون دي فيني
- 1902: معبد سانتا كروث دي تينيريفه الماسوني, سانتا كروث دي تنريفه
- 1914: متحف الدراسات الإقليمية في كراسنويارسك، روسيا
- 1921: مسرح الأقصر، باريس، فرنسا.
- 1927: قاعة المحاكاة، ملبورن، أستراليا
- 1928-1927: كولينز وباري أركاديا يعمل لكاريراس، لندن
- 1926-1928: مصنع كاريراس للسجائر، كامدن، لندن.
- 1930: بهو فندق قصر ستراند أوليفر بي برنارد، لندن (دمر 1967–8؛ أجزاء الآن لندن ، فيكتوريا وألبرت)
- 1934: مسرح الهرم، سيل، مانشستر الكبرى، المملكة المتحدة (سينما سابقًا، مستقلة وأوديون الآن رياضة مباشرة)
- 1937-1930: متحف بيروت الوطني، بيروت.
- 1934: مدرسة بيرث للبنات السابقة، بيرث، أستراليا الغربية، أستراليا.
- 1937: مانلي تاون هول، مانلي، نيو ساوث ويلز، أستراليا.

### متغيرات ما بعد الحداثة
- 1991: بيراميد أرينا، ممفيس، تينيسي، الولايات المتحدة.
- 1992: مصنع الجبن بالولايات المتحدة.
- 1993: تاما رع، إيتونتون، جورجيا، الولايات المتحدة. هدم 2005.
- 1993: فندق وكازينو الأقصر، لاس فيجاس، نيفادا، الولايات المتحدة.
- 1996: عالم الزواحف المفقود، معرض في حديقة الزواحف الأسترالية، سومرسبي، نيو ساوث ويلز، أستراليا
- 1997: مدينة وافي، وافي، مدينة دبي، دبي، الإمارات العربية المتحدة
- 1997: صنواي بيراميد، بندر صنواي، ماليزيا.
- 2001: مبنى المحكمة الدستورية العليا، القاهرة.
- 2001: مركز تشينوك لمسرح سكوتيا بنك، كالغاري، ألبرتا
- 2010: مبنى مطار سوهاج الدولي، سوهاج، مصر
- 2015: العديد من مباني العاصمة الإدارية الجديدة بمصر

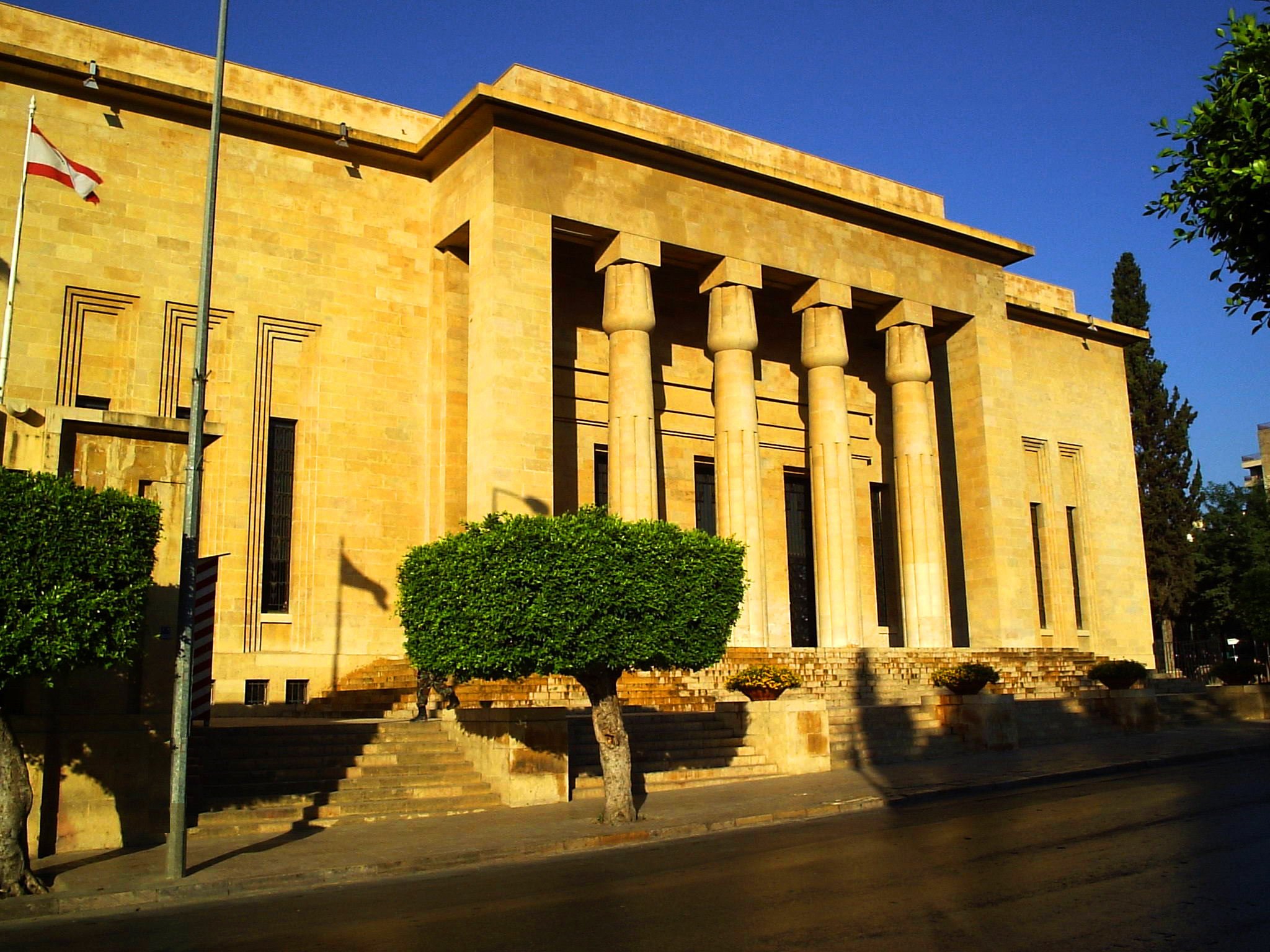
المتحف الوطني، بيروت
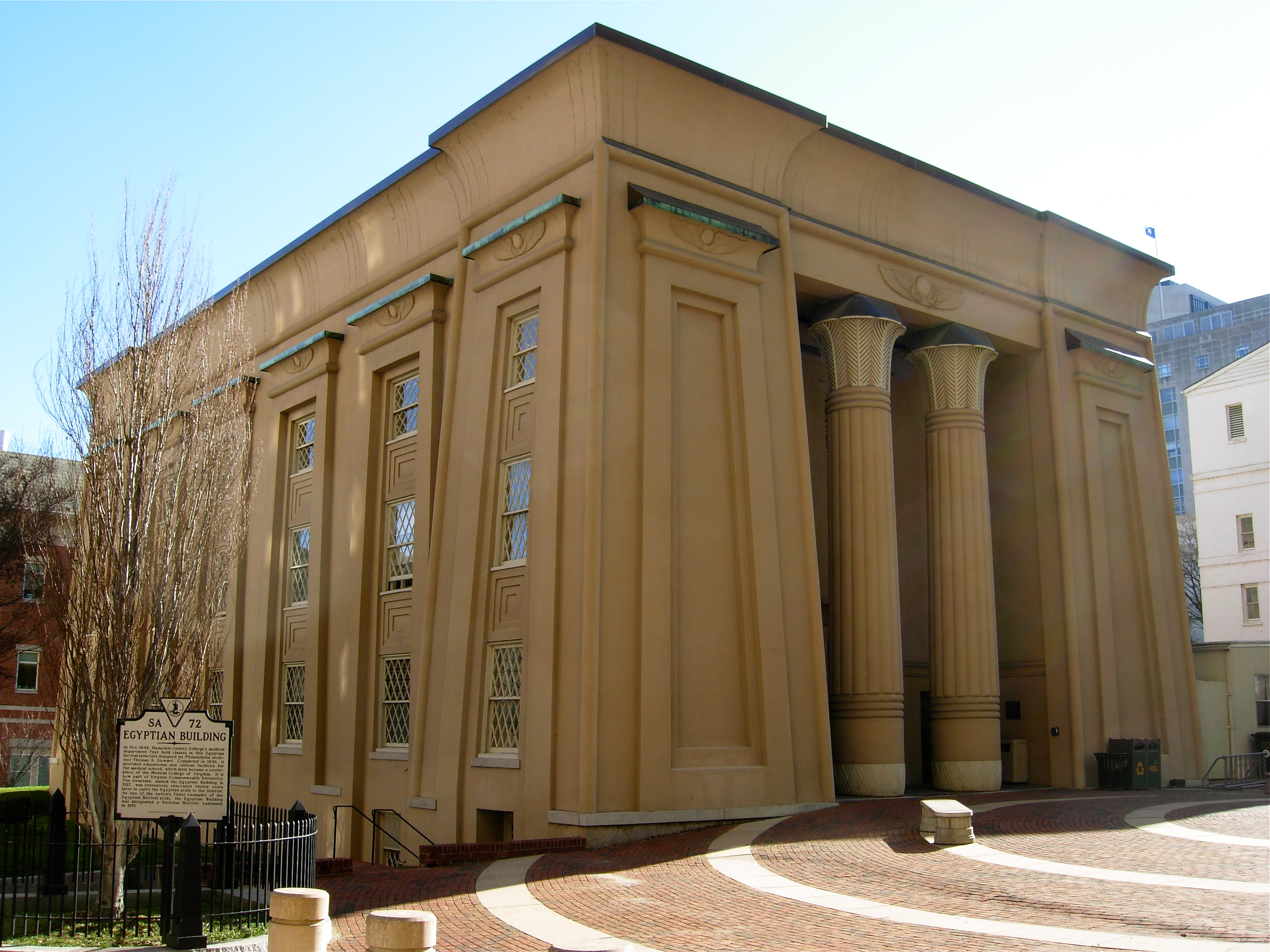
المبنى المصري، ريتشموند
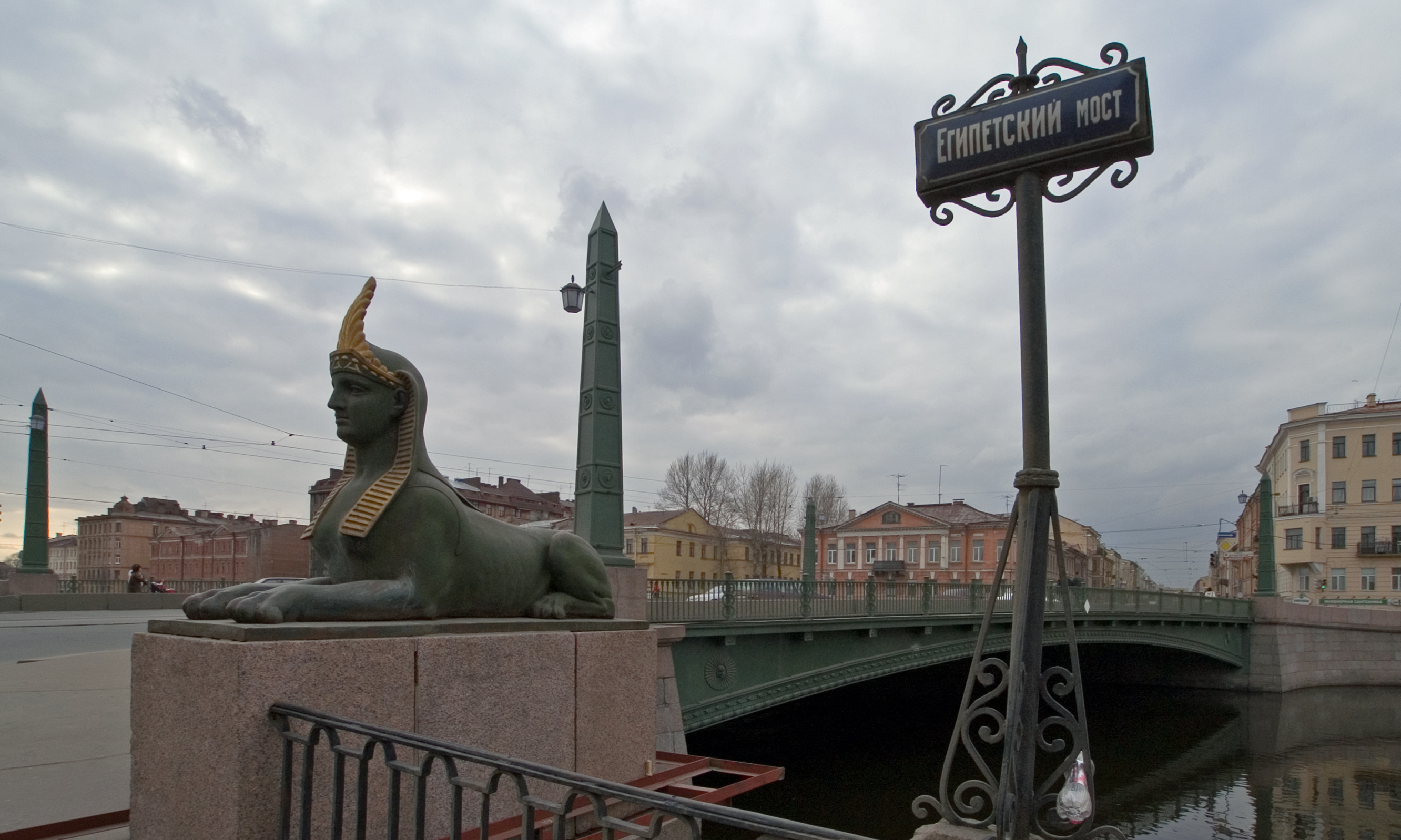
الجسر المصري، سانت بطرسبرغ
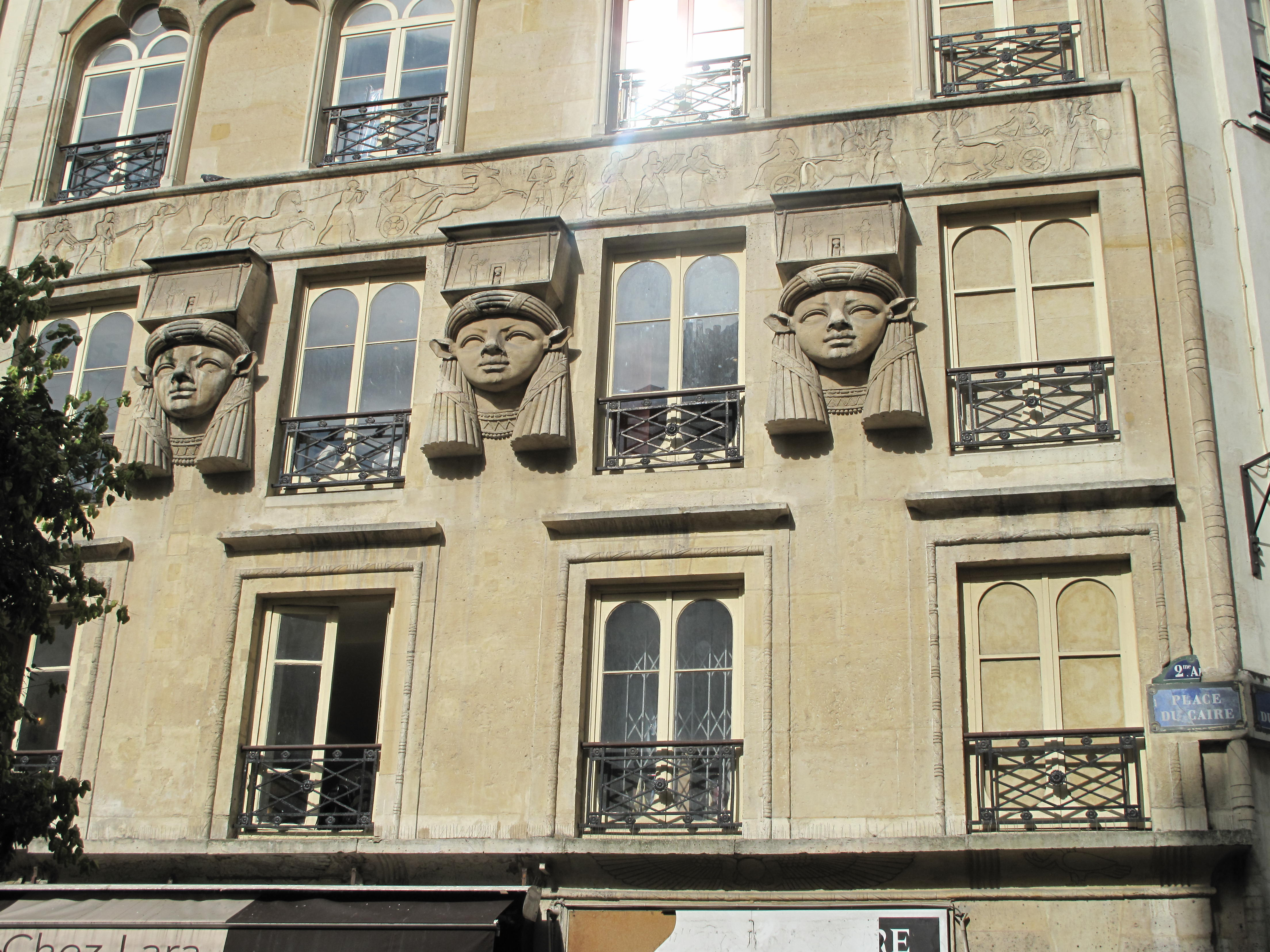
قصر القاهرة، باريس
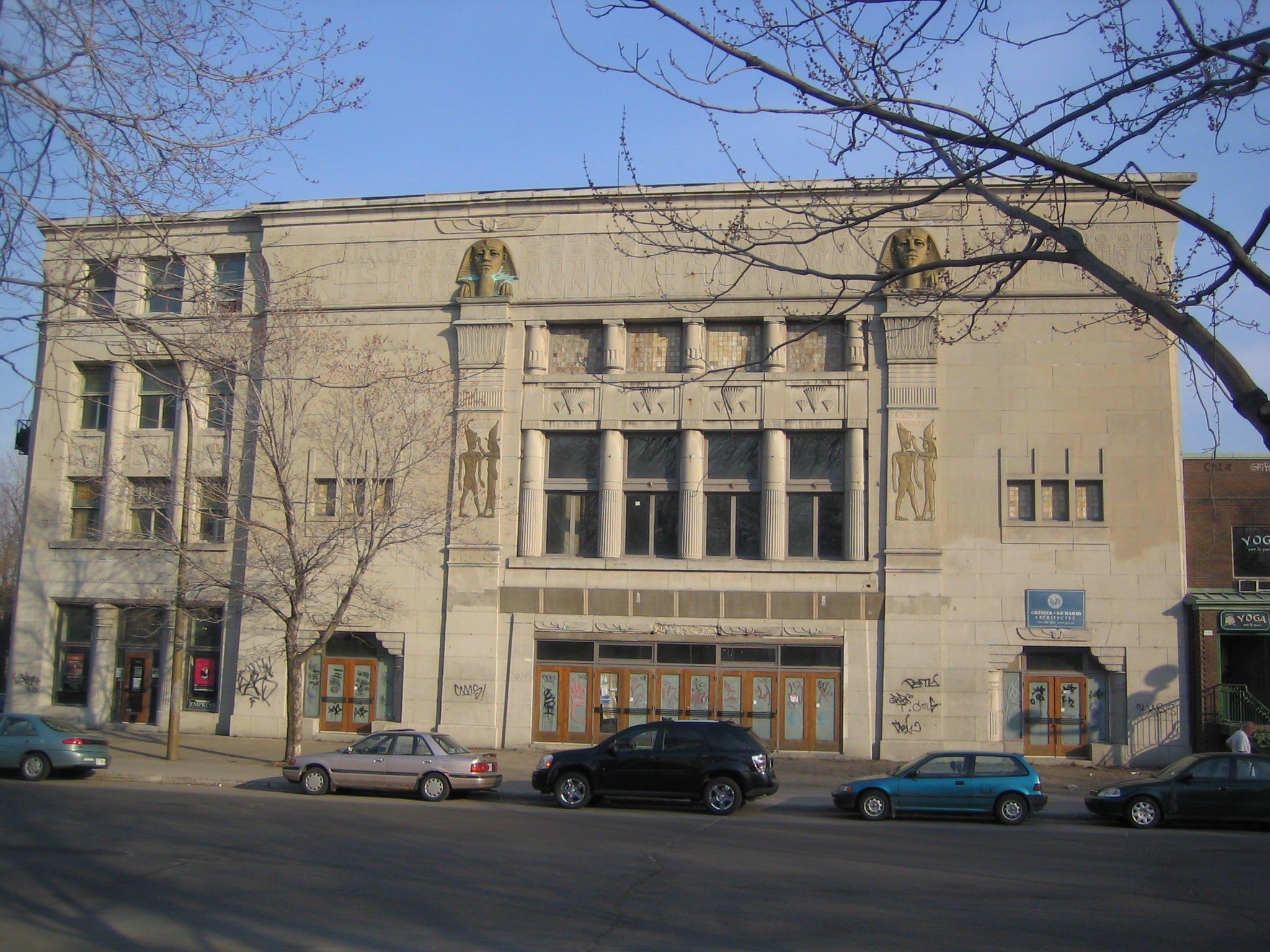
مسرح إمبرس، مونتريال
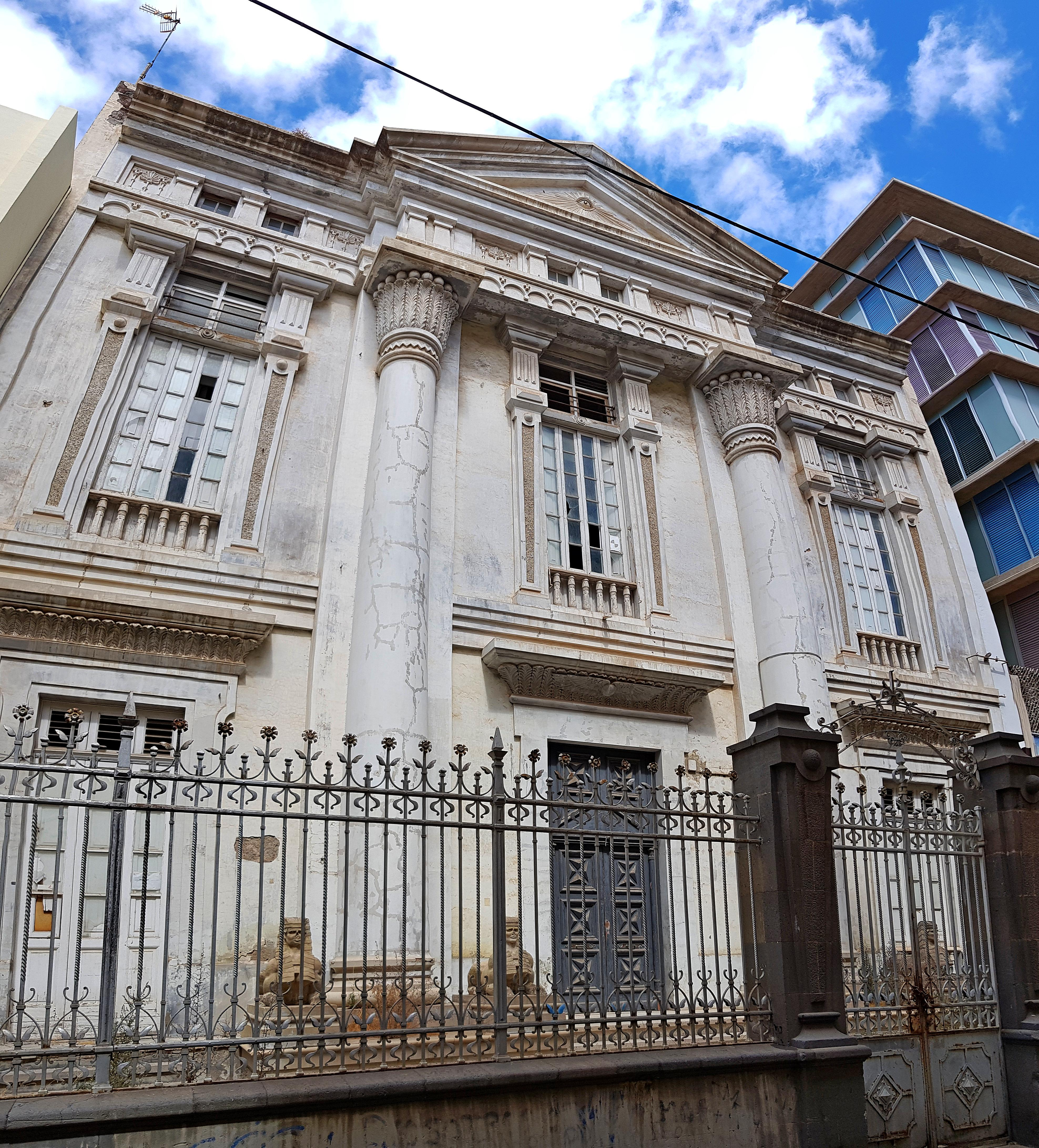
معبد سانتا كروث دي تينيريفه الماسوني، سانتا كروث دي تنريفه